# 2018年の日本
2018年の日本（2018ねんのにほん）では、2018年（平成30年）の日本の出来事・流行・世相などについてまとめる。

## 他の紀年法
日本では、西暦の他にも以下の紀年法を使用している。なお、以下の紀年法は西暦と月日が一致している。
- 元号
  - 平成30年
- 神武天皇即位紀元
  - 皇紀2678年
- 干支
  - 戊戌（つちのえ いぬ）

## カレンダー
| 1月 |    |    |    |    |    |    |
| 日  | 月 | 火 | 水 | 木 | 金 | 土 |
|     | 1  | 2  | 3  | 4  | 5  | 6  |
| 7   | 8  | 9  | 10 | 11 | 12 | 13 |
| 14  | 15 | 16 | 17 | 18 | 19 | 20 |
| 21  | 22 | 23 | 24 | 25 | 26 | 27 |
| 28  | 29 | 30 | 31 |    |    |    |
|     |    |    |    |    |    |    |

| 2月 |    |    |    |    |    |    |
| 日  | 月 | 火 | 水 | 木 | 金 | 土 |
|     |    |    |    | 1  | 2  | 3  |
| 4   | 5  | 6  | 7  | 8  | 9  | 10 |
| 11  | 12 | 13 | 14 | 15 | 16 | 17 |
| 18  | 19 | 20 | 21 | 22 | 23 | 24 |
| 25  | 26 | 27 | 28 |    |    |    |
|     |    |    |    |    |    |    |

| 3月 |    |    |    |    |    |    |
| 日  | 月 | 火 | 水 | 木 | 金 | 土 |
|     |    |    |    | 1  | 2  | 3  |
| 4   | 5  | 6  | 7  | 8  | 9  | 10 |
| 11  | 12 | 13 | 14 | 15 | 16 | 17 |
| 18  | 19 | 20 | 21 | 22 | 23 | 24 |
| 25  | 26 | 27 | 28 | 29 | 30 | 31 |
|     |    |    |    |    |    |    |

| 4月 |    |    |    |    |    |    |
| 日  | 月 | 火 | 水 | 木 | 金 | 土 |
| 1   | 2  | 3  | 4  | 5  | 6  | 7  |
| 8   | 9  | 10 | 11 | 12 | 13 | 14 |
| 15  | 16 | 17 | 18 | 19 | 20 | 21 |
| 22  | 23 | 24 | 25 | 26 | 27 | 28 |
| 29  | 30 |    |    |    |    |    |
|     |    |    |    |    |    |    |

| 5月 |    |    |    |    |    |    |
| 日  | 月 | 火 | 水 | 木 | 金 | 土 |
|     |    | 1  | 2  | 3  | 4  | 5  |
| 6   | 7  | 8  | 9  | 10 | 11 | 12 |
| 13  | 14 | 15 | 16 | 17 | 18 | 19 |
| 20  | 21 | 22 | 23 | 24 | 25 | 26 |
| 27  | 28 | 29 | 30 | 31 |    |    |
|     |    |    |    |    |    |    |

| 6月 |    |    |    |    |    |    |
| 日  | 月 | 火 | 水 | 木 | 金 | 土 |
|     |    |    |    |    | 1  | 2  |
| 3   | 4  | 5  | 6  | 7  | 8  | 9  |
| 10  | 11 | 12 | 13 | 14 | 15 | 16 |
| 17  | 18 | 19 | 20 | 21 | 22 | 23 |
| 24  | 25 | 26 | 27 | 28 | 29 | 30 |
|     |    |    |    |    |    |    |

| 7月 |    |    |    |    |    |    |
| 日  | 月 | 火 | 水 | 木 | 金 | 土 |
| 1   | 2  | 3  | 4  | 5  | 6  | 7  |
| 8   | 9  | 10 | 11 | 12 | 13 | 14 |
| 15  | 16 | 17 | 18 | 19 | 20 | 21 |
| 22  | 23 | 24 | 25 | 26 | 27 | 28 |
| 29  | 30 | 31 |    |    |    |    |
|     |    |    |    |    |    |    |

| 8月 |    |    |    |    |    |    |
| 日  | 月 | 火 | 水 | 木 | 金 | 土 |
|     |    |    | 1  | 2  | 3  | 4  |
| 5   | 6  | 7  | 8  | 9  | 10 | 11 |
| 12  | 13 | 14 | 15 | 16 | 17 | 18 |
| 19  | 20 | 21 | 22 | 23 | 24 | 25 |
| 26  | 27 | 28 | 29 | 30 | 31 |    |
|     |    |    |    |    |    |    |

| 9月 |    |    |    |    |    |    |
| 日  | 月 | 火 | 水 | 木 | 金 | 土 |
|     |    |    |    |    |    | 1  |
| 2   | 3  | 4  | 5  | 6  | 7  | 8  |
| 9   | 10 | 11 | 12 | 13 | 14 | 15 |
| 16  | 17 | 18 | 19 | 20 | 21 | 22 |
| 23  | 24 | 25 | 26 | 27 | 28 | 29 |
| 30  |    |    |    |    |    |    |
|     |    |    |    |    |    |    |

| 10月 |    |    |    |    |    |    |
| 日   | 月 | 火 | 水 | 木 | 金 | 土 |
|      | 1  | 2  | 3  | 4  | 5  | 6  |
| 7    | 8  | 9  | 10 | 11 | 12 | 13 |
| 14   | 15 | 16 | 17 | 18 | 19 | 20 |
| 21   | 22 | 23 | 24 | 25 | 26 | 27 |
| 28   | 29 | 30 | 31 |    |    |    |
|      |    |    |    |    |    |    |

| 11月 |    |    |    |    |    |    |
| 日   | 月 | 火 | 水 | 木 | 金 | 土 |
|      |    |    |    | 1  | 2  | 3  |
| 4    | 5  | 6  | 7  | 8  | 9  | 10 |
| 11   | 12 | 13 | 14 | 15 | 16 | 17 |
| 18   | 19 | 20 | 21 | 22 | 23 | 24 |
| 25   | 26 | 27 | 28 | 29 | 30 |    |
|      |    |    |    |    |    |    |

| 12月 |    |    |    |    |    |    |
| 日   | 月 | 火 | 水 | 木 | 金 | 土 |
|      |    |    |    |    |    | 1  |
| 2    | 3  | 4  | 5  | 6  | 7  | 8  |
| 9    | 10 | 11 | 12 | 13 | 14 | 15 |
| 16   | 17 | 18 | 19 | 20 | 21 | 22 |
| 23   | 24 | 25 | 26 | 27 | 28 | 29 |
| 30   | 31 |    |    |    |    |    |
|      |    |    |    |    |    |    |

## 在職者

### 皇室
- 天皇：明仁（第125代）
- 皇太子：徳仁親王

### 三権
- 内閣
  - 第4次安倍内閣（- 10月2日）
  - 第4次安倍第1次改造内閣（10月2日 -）
    - 内閣総理大臣：安倍晋三（第98代）
    - 内閣官房長官：菅義偉
- 国会
  - 衆議院議長：大島理森
  - 参議院議長：伊達忠一
    - 第196回国会（常会, 1月22日 - 7月22日）
    - 第197回国会（臨時会, 10月24日 - 12月10日）
- 裁判所
  - 最高裁判所長官：寺田逸郎、1月9日より大谷直人

## 世相
- 2019年5月1日の新元号への改元を前に、「平成最後の◯◯」というフレーズが各所で用いられた。

### 2018年の流行語
「そだねー」（ロコ・ソラーレ〈平昌オリンピックカーリング女子日本代表〉）が新語・流行語大賞の年間大賞を受賞した（その他の受賞語は後節「#流行語」も参照）。

### 2018年の漢字
「災」・・・北海道胆振東部地震や大阪府北部地震、西日本豪雨、北陸豪雪、さらに記録的猛暑や大型台風といった「災害」の脅威が各地を襲ったことなどを受けて選出。
なお、「災」は2004年に選出されて以来14年ぶり2回目の選出となった。

### 周年
- 1月3日 - 『ゲゲゲの鬼太郎』アニメ放送開始50周年[a 2]
- 1月21日 - 銀座コージーコーナー創業70周年[c 1]
- 1月27日
  - パイロットコーポレーション創業100周年[a 3]
  - 全日空機成田空港オーバーラン事故から15年
- 1月31日- 愛知環状鉄道線開業30周年[c 2]
- 2月 - 出前一丁発売50周年[c 3]
- 2月1日 - 東海テレビ設立60周年
- 2月7日 - 1998年長野オリンピック開催20周年[c 4]
- 2月10日
  - 北九州市市制55周年[c 5]
  - 『ドラゴンクエストIII そして伝説へ…』発売30周年[1]
- 2月11日 - 『ゼノギアス』発売20周年[e 1]
- 2月20日 - 金嬉老事件から50年[a 4]。
- 2月28日 - ビッグコミック（小学館）創刊50周年[c 6][注 1]
- 3月1日 - 横浜国際総合競技場（現日産スタジアム）開業20周年[c 7]
- 3月7日 - パナソニック創業100周年[a 5][注 2]
- 3月9日 - 関門トンネル開業60周年[b 1]
- 3月11日 - 国際宇宙ステーションの日本実験棟きぼう運用から10年[a 6]
- 3月13日 - 青函トンネル開業30周年[a 7]
- 3月18日 - 東京ドーム開業30周年[e 2]
- 3月20日
  - 小田急サザンタワー開業20周年[b 2]
  - 赤坂サカス開業10周年[e 3]
- 3月23日 - 選抜高等学校野球大会開催90周年[a 6]
- 3月28日 - 千葉都市モノレール開業30周年[d 1]
- 3月30日 - 横浜市営地下鉄グリーンライン開業10周年[3]
- 4月1日 - さいたま市政令指定都市移行15周年[e 4]。
- 4月2日 - 北神急行電鉄開通30周年[4]
  - 福岡ドーム（福岡 ヤフオク!ドーム）開場25周年。
- 4月4日 - 横浜スタジアム開業40周年[a 8]
- 4月5日 - 明石海峡大橋（神戸淡路鳴門自動車道）開通20周年[a 6][c 8]
- 4月6日 - サンシャインシティ開業40周年[c 9]
- 4月7日
  - 神戸高速鉄道線開業（阪急電鉄・阪神電気鉄道・山陽電気鉄道・神戸電鉄が神戸市内で直結）50周年[5]
  - 宝塚ファミリーランド営業終了から15年
- 4月8日 - 札幌テレビ放送開局60周年[c 10]
- 4月10日 - 瀬戸大橋開通30周年[a 9]
- 4月11日 - エイベックス株式会社（avex）設立30周年[e 5]
- 4月15日 - 東京ディズニーランド開園35周年
- 4月16日 - 『となりのトトロ』公開30周年[6]
- 4月30日 - 東京女子大学創立100周年[7]
- 5月8日 - イタイイタイ病公害病認定から50年[a 10]
- 5月10日 - 象印マホービン創立100周年[a 3]
- 5月15日 - Jリーグ25周年[b 3]
- 5月17日
  - 伊能忠敬没後200周年[a 11]
  - ももいろクローバーZ結成10周年[注 3][8]。
- 5月20日
  - 成田国際空港開港40周年[9]。
  - 泉南郡熊取町小4女児誘拐事件から15年。
- 5月27日 - 中曽根康弘元首相100歳[a 12]。
- 6月5日 - 国立国会図書館開館70周年[c 11]
- 6月8日 - 秋葉原通り魔事件から10年[a 13]
- 6月13日 - 太宰治死去から70年[a 7]
- 6月14日 - 八尾市ヤミ金心中事件から15年
- 6月15日 - 文化庁創設50周年[b 4]
- 6月18日 - 日系ブラジル人移民110周年（記念式典は7月21日）[10]
- 6月19日 - ハワイにおける日本人移民150周年[c 12]
- 6月20日 - 福岡一家4人殺害事件から15年
- 6月25日 - サザンオールスターズ デビュー40周年
- 6月28日 - 福井地震から70年[a 6]
- 7月1日
  - 東京都制施行75周年[a 6]
  - 長崎男児誘拐殺人事件から15年
- 7月11日 - 週刊少年ジャンプ（集英社）創刊50周年[a 14]
- 7月15日 - 任天堂「ファミリーコンピュータ」発売から35周年。
- 7月22日 - 1918年米騒動発生から100年[a 3]
- 7月25日
  - カール（明治）発売50周年[a 15][注 4]
  - 和歌山毒物カレー事件から20年[a 6]
- 7月30日 - 沖縄県の車両の通行区分が左側通行に戻されてから40年[e 6]。
- 8月1日 - スーパーカブ（HONDA）発売60周年[c 13]
- 8月5日 - 全国高校野球選手権大会100周年[a 6]
- 8月10日 - 沖縄都市モノレール線（ゆいレール）開業15周年[c 14]。
- 8月12日 - 日中平和友好条約締結から40年[a 6]
- 8月18日 - 熊谷男女4人殺傷事件から15年
- 8月25日 - チキンラーメン （日清食品）発売60周年[b 6]
- 8月28日
  - 讀賣テレビ放送[a 16]、テレビ西日本開局60周年[c 15]
  - 日本テレビ開局65周年[e 7]
- 8月31日 - 沖縄・自衛官爆死事件から15年
- 9月1日 - 人生ゲーム発売50周年[c 16]
- 9月16日 - 名古屋立てこもり放火事件から15年
- 10月1日 - J-WAVE開局30周年[a 17][注 5]
- 10月8日 - 日韓共同宣言20周年[a 18]
- 10月11日 - カネミ油症事件原因発覚から50年[a 19]
- 10月19日 - 京阪中之島線開業10周年[e 8]
- 10月23日 - 明治維新150周年[c 17]
- 10月24日 -視聴率不正操作事件から15年
- 10月31日 - NACK5開局30周年[注 6]
- 11月 - ゴルゴ13連載開始50周年[c 18]
- 11月1日
  - テレビ静岡開局50周年[c 19]
  - ハナマルキ創業100周年[a 3]
- 11月3日
  - 手塚治虫生誕90周年[c 20]
  - 北海道テレビ放送開局50周年[c 21]
- 11月6日 - 会津戦争終結150周年[c 22]
- 11月15日 - 都営地下鉄浅草線全線開業50周年[b 7]
- 11月22日 - 関西テレビ放送開局60周年[c 23]
- 11月28日 - 日本商標協会設立30周年[c 24]
- 12月1日
  - 刑事裁判における被害者参加制度の施行から10年[a 6]
  - 地上デジタルテレビ放送の開始から15年
- 12月6日 - 特定秘密保護法成立から5年[a 6]
- 12月15日 -絵本作家いわさきちひろ生誕100年
- 12月16日 - 新潟総合テレビ開局50周年[c 25]
- 12月18日 - 館山市一家4人放火殺人事件から15年
- 12月20日 - AIRDO初路線就航20周年[11]
- 12月21日 - 都営地下鉄新宿線開業40周年[b 7]
- 12月23日
  - 東京タワー開業60周年[a 6]
  - 天皇 明仁85歳[12]
- 12月25日 - 東海テレビ放送開局60周年[c 26]
- 12月27日 - 都営地下鉄三田線開業50周年[b 7]
- 時期不明 - 北九州市下水道事業100周年[c 27]
- 時期不明 - 弟国宮遷都1500年[c 28]

## できごと

### 1月
- 1月1日
  - 札幌信用金庫、小樽信用金庫、北海信用金庫が対等合併し、北海道信用金庫が発足[a 20]。
  - SMBC日興証券とSMBCフレンド証券が合併[注 7] SMBC日興証券は、預かり資産で国内第2位の大和証券に肉薄[a 21]。
- 1月2日 - 新年の一般参賀が開催され、平成では最多となる12万6000人以上が訪れた[a 22]。
- 1月4日 - 日本相撲協会は、臨時の評議員会を開き、理事で巡業部長を務める元横綱、貴乃花部屋の貴乃花光司（貴乃花親方）の理事解任を全会一致で決議。なお、相撲協会の理事が解任されるのは初めてで、貴乃花は役員待遇の委員に2階級の降格となる[a 23]。
- 1月5日 - 日本相撲協会は、立行司の40代式守伊之助が、2017年12月の冬巡業中に10代の行司に対してセクハラ行為を行ったと発表した[a 24][a 25]。
- 1月6日
  - 沖縄県宜野湾市のアメリカ軍普天間飛行場に所属するUH1Yヘリ1機が、沖縄県うるま市与那城伊計島の東側の海岸に不時着。沖縄県警や沖縄防衛局によると、乗員4人を含めけが人はおらず、機体の破損はみられなかった[a 26]。
  - 大阪大学は、2017年2月実施の一般入試（前期日程）の物理において出題に誤りがあり、再採点の結果、不合格と判定した30名が合格していたと公表した。また、本来は第一志望の学科に合格していたにもかかわらず、不合格と判定され、第二志望の学科に入学した学生も9名いるとした。6月および8月に外部から指摘があったが情報共有せず放置し、12月に再度外部から指摘を受けたことで発覚した[a 27][a 28]。文部科学大臣林芳正は、「ミスがあったことは遺憾だ。こういうことがないようにしっかりやってほしい」として再発防止を求めるコメントを発表した[a 29]。
- 1月7日 - 中国海警局所属の船舶4隻が尖閣諸島沖合の領海を航行した[a 30]。
- 1月8日
  - 沖縄県宜野湾市のアメリカ軍普天間飛行場に所属するAH1攻撃ヘリ1機が、読谷村儀間の一般廃棄物最終処分場の敷地内に不時着。沖縄県警によると、乗員2人をはじめ、近隣住民等にけが人はおらず、機体の損壊は確認されていない[a 31]。
  - 振袖の販売・レンタルなどを行うはれのひが突如店舗を閉鎖し連絡が取れなくなり、横浜市や八王子市などの成人式の会場では同社の振袖などが届かず、数百人の新成人が晴れ着を着ることができない事態となった[a 32][a 33]。
- 1月9日 - 日本カヌー連盟は、東京五輪のカヌー日本代表候補だった鈴木康大が、過去の大会期間中、他選手の飲料に禁止薬物を混入し、ドーピングによる失格を図った事件について謝罪した[a 34]。これを受け、スポーツ庁は「再発防止に向けた対応を検討する」とした[a 35]。
- 1月10日 - 箱根ホテル小涌園が営業を終了[a 36]。
- 1月12日 - 中国海軍の商級原子力潜水艦が中国国旗を掲揚した状態で尖閣諸島北西の東シナ海を航行した[a 37]。また同日、日本の海上自衛隊は尖閣諸島接続水域を潜没航行した中国海軍原子力潜水艦の追尾を行っていたことを公表した[a 37]。
- 1月13日
  - 日本相撲協会は臨時理事会を開き、2017年の冬巡業中にセクハラ問題を起こした40代式守伊之助に対し、出場停止3場所の処分を下した。なお、これに先立ち、伊之助は協会に辞職願を提出したが、協会側は処分が明ける5月場所後に受理するとしている[a 38]。
  - 北海道白老郡白老町のJR室蘭本線の踏切で特急列車と乗用車の接触事故があり、JR線で大学入試センター試験の会場・室蘭工業大学に向かう予定だった受験生4人を、北海道警察がパトカーで運んだ。大学入試センターは、過去に受験生がパトカーで送り届けられたケースは聞いたことがないとしている[a 39]。
  - 大学入試センター試験の地理Bに出題された問題に関して、アニメーションの舞台設定などを巡り、インターネット上で「出題ミスではないか」という指摘が相次いだ[a 40]。大学入試センターは「キャラクターの知識は直接必要なく、地理Bの知識、思考力を問う設問として支障はなかったと考えている」としている[a 41]。
  - 関東地方から四国地方までの日本の広範囲にかけて、夕刻18時に近い時間帯で上空から落下し、赤光から緑光に発光色を変化させながら約3秒間光り続けた火の玉のようなものの目撃情報が相次いだ。国立天文台准教授の山岡均によれば、これは小惑星の欠片が地球の大気圏内に突入し空気抵抗で燃え尽きる際の発光現象である「火球」現象ではないかと推測していると共に、地上または海上に到達以前に完全に燃え尽きただろう、とも話している[a 42]。
- 1月15日
  - 尖閣諸島沖で、中国海警局の公船3隻（海警2303、海警2308、海警2401）が領海を航行[a 43]。
  - 大阪大学は、1月13日に実施された大学入試センター試験の国語の試験において40代の大学院高等司法研究科教授が監督中に居眠りをし、いびきをかいていたとして、同教授を訓告処分、責任者の3人を厳重注意処分としたことを公表[a 44]。林文科相は「大阪大では昨年の入試にミスがあり、再発防止の取り組みを実施している中での事案で大変遺憾だ」と批判し、「大学に対して15日に、一層緊張感を持って入試業務に取り組むよう厳しく指導した」ことを明らかにした[a 45]。
- 1月16日 - NHKがニュースサイトなどで北朝鮮によるミサイル発射の可能性と、政府が全国瞬時警報システム（Jアラート）で避難を呼び掛ける誤報があり、翌17日に菅義偉官房長官が再発防止を求めた[a 46]。
- 1月18日
  - 最高裁判所が、地下鉄サリン事件等に関わったとして起訴された高橋克也の上告を棄却し、高橋の無期懲役が確定。オウム真理教事件の一連の刑事裁判が終結[a 47]。
  - 宇宙航空研究開発機構（JAXA）がイプシロンロケット3号機を打ち上げ、成功[a 48]。
- 1月21日
  - 大相撲の十両大砂嵐が、無免許で自動車を運転し、追突事故を起こしたとNHKに報道された[a 49]。大砂嵐は1月3日に長野県内で無免許運転をした疑いが持たれており、1月場所は22日の9日目から途中休場することが決まった[a 50]。
  - 有安杏果がこの日の公演を最後にももいろクローバーZを卒業[a 51]。併せて所属事務所との契約も終了した[a 52]他、出身地・埼玉県富士見市のPR大使も卒業し[a 53]、芸能界から離れた[注 8]。
- 1月22日 - 京都大学は、iPS細胞研究所に所属する助教が2017年に科学雑誌に発表した論文で、捏造と改竄が行われていたことを発表[a 54]。
- 1月23日 - 群馬県吾妻郡草津町の草津白根山が噴火し、1人が死亡、11人が負傷した。気象庁は火口周辺警報を発表し、噴火警戒レベルを3（入山規制）に引き上げた[a 55][a 56]。
- 1月24日 - 春日野部屋で2014年9月に、所属していた力士が弟弟子を殴打する傷害事件があったことが判明。元所属力士は2016年に、傷害罪で有罪判決が確定している[a 57]。
- 1月26日
  - 松本文明内閣府副大臣が、沖縄県で米軍ヘリコプターの不時着や緊急着陸が続発している問題をめぐって国会で「それで何人死んだんだ」とヤジを飛ばした責任を取り引責辞任[a 58]。
  - 社会民主党党首選挙再告示。又市征治幹事長のほかに立候補の届け出はなく、無投票で新党首に選出[a 59]。
  - 仮想通貨取引所運営大手のコインチェックは、同社の取引所から仮想通貨NEMが日本円で約580億円相当不正に外部送金されたことを公表[a 60]。
- 1月28日 - 岐阜県美濃加茂市長選挙投開票。汚職事件で有罪が確定し辞職した藤井浩人前市長の後継で前副市長の伊藤誠一が初当選[a 61]。
- 1月31日
  - 国内各地で約3年ぶりの皆既月食（ブラッドムーン）が見られた。この日の皆既月食はスーパームーンおよびブルームーンと重なっており、アメリカ航空宇宙局（NASA）は「スーパー・ブルー・ブラッドムーン」と呼んでいる[a 62]。
  - パスネットの払い戻し期間が終了し、同カードに関するすべてのサービスが終了[c 29]。
  - スルッとKANSAI利用終了。なお、販売は2017年3月31日で終了していた[c 30]。
  - セブン-イレブンの日本国内の店舗数が同日時点で20,033店舗となり、国内の小売業では初の2万店舗を達成[b 8][a 63]。
  - 北海道札幌市の生活困窮者支援施設で、23時40分頃に火災が発生、木造建築物を含めて約400m2を全焼、入居者16名のうち、11名が焼死[a 64]。
  - ソフトバンクがY!mobileの旧イー・モバイル3Gネットワーク上のサービス終了。

### 2月
- 2月1日
  - 中学生棋士の藤井聡太四段がこの日行われた第76期順位戦C級2組9回戦で梶浦宏孝四段を破りC級1組昇級を確定させ、規定により中学生初の五段に昇段[a 65]。
  - 日本人女性初の国際連合事務総長特別代表に水鳥真美が就任[14][a 66]。
- 2月2日 - 公益財団法人・日本相撲協会理事候補選挙[a 67]
  - 定数10人のうち、11人が立候補し投票が行われる。その結果、相撲協会現・理事長の八角親方（元横綱・北勝海）、尾車親方（元大関・琴風）、鏡山親方（元関脇・多賀竜）、春日野親方（元関脇・栃乃和歌）、阿武松親方（元関脇・益荒雄）、山響親方（元幕内・巌雄）、出羽海親方（元幕内・小城乃花）、高島親方（元関脇・高望山）、芝田山親方（元横綱・大乃国）、境川親方（元小結・両国）、以上10人が当選。一方、貴乃花親方（元横綱・貴乃花）は落選となった[a 68]。
- 2月5日 - 16時43分頃、佐賀県神埼市で、陸上自衛隊所属のAH-64Dヘリコプターが住宅に墜落[a 69]。住宅2棟が炎上し、乗員1人が死亡、もう1人の乗員が行方不明となり、炎上した住宅に住む女子小学生が軽傷を負った[a 70]。
- 2月6日 - 福井県を中心に大雪。福井市では1981年の五六豪雪以来の136cmの積雪を記録した[a 71]。
- 2月7日
  - 福島第一原子力発電所事故で避難指示区域となった福島県南相馬市小高区の住民321人が、「故郷の暮らしを奪われて精神的苦痛を受けた」として東京電力に慰謝料など総額約110億円の損害賠償を求めた訴訟の判決で、東京地方裁判所が東電に約11億円の支払いを命じた[a 72]。
  - 「一票の格差」が最大1.98倍だった第48回衆議院議員総選挙は憲法違反だとして、岐阜県、愛知県、三重県の住民らが選挙の無効確認を求めた訴訟の判決で、名古屋高等裁判所が格差を「違憲状態」と判断した。請求は棄却した。11件目の全国訴訟で初めて違憲判断が出た[a 73]。
- 2月9日
  - 内閣総理大臣の安倍晋三が大韓民国・平昌郡で韓国大統領の文在寅と会談。朝鮮民主主義人民共和国（北朝鮮）への圧力強化と慰安婦問題に関する合意の履行を求めた。また、会談後、平昌五輪の開会式に出席[a 74]。
  - 東京都内のホテル運営会社にNHKの受信契約の締結と受信料の支払いを求めた訴訟の上告審判決で、最高裁判所第3小法廷（戸倉三郎裁判長）が運営会社側の上告を棄却し、同社にテレビ280台分の契約締結への承諾と10ヶ月分約620万円の支払いを命じた判決が確定した。事業者への受信料支払い義務を最高裁が命じた初めての判例となった[a 75]。
- 2月13日
  - 将棋の羽生善治竜王と囲碁の井山裕太七冠が国民栄誉賞を受賞[a 76]。
  - 尖閣諸島沖で中国海警局の3隻（海警2307、海警2502、海警31240）が領海を航行[a 77]。
- 2月17日 - 将棋の藤井聡太五段が棋戦「朝日杯将棋オープン戦」で羽生善治竜王と広瀬章人八段を下して初優勝し、規定により中学生初の六段に昇段[a 78]。
- 2月19日 - ソフトバンクの固定電話サービス「おとくライン」と携帯電話から市外局番「03」へ、また携帯からソフトバンクの固定電話契約者で「03」にかかりにくくなる障害が約9時間にわたって発生し、67万人に影響が出た。21日に同社から報告を受けた総務省が「重大事故」と判断し、再発防止策などを盛り込んだ事故報告書の提出を要求[a 79]。
- 2月20日
  - 2019年の第14回20か国・地域首脳会合（G20首脳会合）の開催都市が大阪府大阪市に決定[a 80]。
  - ロシア軍のTu-95爆撃機2機が北方領土から沖縄本島付近まで飛行[a 81]。
- 2月21日
  - 東京都選挙管理委員会が、前年11月12日の葛飾区議会議員選挙について、落選した会田浩貞と1票差で当選した大森有希子の当選を「無効」と裁決し、当落が入れ替わった。都選管が票を再点検したところ、大森の有効票とした2票を無効票と判断したため。大森は裁決を不服として東京高等裁判所に提訴する方針。都選管が市区町村選管の決定を取り消したのは、記録が残る1995年以降では3例目[a 82]。
  - 尖閣諸島沖で中国海警局の3隻（海警2307、海警2502、海警31240）が領海を航行[a 83]。
  - 埼玉県さいたま市桜区の埼玉大学総合研究棟で、実験中に火災が発生[a 84]。
  - 前年6月6日に福岡県小郡市の住宅で母子3人が殺害された事件で、妻を殺害したとして逮捕・起訴された元福岡県警察通信指令課巡査部長の男が、子供2人も殺害したとして再逮捕された[a 85]。
  - ロッテホールディングス、同月13日に韓国で収監された重光昭夫副会長の代表権返上の申出を取締役会で承認[a 86]。
- 2月22日 - 兵庫県三田警察署が兵庫県三田市の女性会社員が大阪市東成区の民泊用マンションに入って以降行方不明となっていた事件について、被疑者の米国籍の男の身柄を奈良市内で確保、監禁容疑で逮捕、24日に被疑者が借りていた大阪市西成区の民泊施設で切断された頭部、25日に大阪府島本町の山中で胴体と両腕、京都市山科区の竹林で両足をそれぞれ発見、いずれも行方不明の女性のものと判明したため、28日に死体遺棄および死体損壊容疑で同人を再逮捕[a 87]。
- 2月23日
  - 宇部興産のグループ会社の宇部丸善ポリエチレンが一部製品について、顧客と取り決めた品質検査を行わずに出荷していたと発表、不正が発覚したのは2ヶ月以上前の前年12月11日だった[a 88]。
  - 東京都千代田区の在日本朝鮮人総聯合会（朝鮮総連）本部に男2人が拳銃を向けて数発発砲し、建造物等損壊で現行犯逮捕された[a 89]。
- 2月26日 - 千葉県茂原市の住宅で、同宅在住の女性の遺体が発見され、千葉県茂原警察署捜査本部が殺人事件容疑で捜査、3月2日、同市内在住の17歳から18歳の少年3人を強盗殺人と住居侵入容疑で逮捕[a 90]。
- 2月28日
  - 2020年東京オリンピックのマスコットについて、最終3候補の中から、日本全国の小学校および日本国外の日本人学校、補習授業校計1万6769校、約28万学級の約7割にあたる20万5755学級からの投票により、過半数の10万9041票を獲得したデザイナー谷口亮による作品に正式決定[a 91]。
  - 川崎重工業、2017年12月19日にJR西日本が保有する新幹線N700系電車を運行中、台車に破断寸前の亀裂が発生した問題について、川重が作業時のマニュアルに反して台車枠の鋼材を薄く削っていたため、底面の溶接不備が発端となって亀裂が生じ、周辺の鋼材が薄く強度不足だったため亀裂が広がったとの見解を示し、JR西日本に100台、JR東海に46台ある鋼材の厚さが基準に満たない台車について1年以内に取り替え作業を進め、交換に必要な台車枠の製造費を全額負担すると表明[a 92]。
  - 西武百貨店、千葉県船橋市の船橋店と神奈川県小田原市の小田原店の2店舗を同日付で閉店[15]。
  - 兵庫県姫路市の地元百貨店ヤマトヤシキ姫路店が同日付で閉店、前身から数えて111年間の歴史に幕[a 93]。
  - 同月21日に横浜市鶴見区役所で交付前のマイナンバーカード78枚と、住民基本台帳ネットワークシステムにアクセスできるカード交付用のノートパソコン1台が盗まれる被害が発生したことを発表[a 94]。

### 3月
- 3月1日 - 日本郵便、個人向けゆうパック料金を同日受付分から平均約12%値上げ[a 95]。
- 3月2日
  - 東京地方検察庁特別捜査部は、リニア中央新幹線の品川駅および名古屋駅の建設工事受注において談合があったとして、大成建設元執行役員現同社顧問と、鹿島建設土木営業本部専任部長を私的独占の禁止及び公正取引の確保に関する法律（独占禁止法）違反（不当な取引制限）違反容疑で逮捕[a 96]。
  - 徳島市が徳島地方裁判所に、徳島市観光協会の破産申し立てを行う[a 97][a 98][a 99]。5月25日、破産手続開始[a 100]。
  - 尖閣諸島沖で、中国海警局の4隻（海警2102、海警2302、海警2306、海警2337）が領海を航行[a 101]。
- 3月3日
  - 小田急小田原線の代々木上原駅・登戸駅間の複々線化が、約30年の工事期間を経て全面完成した[a 102]。
  - 高松琴平電気鉄道のICカード乗車券IruCaエリア内琴平線、長尾線、志度線52駅にて、他10社の交通系ICカードの利用が可能になる。ただしIruCaの他交通系ICカード利用エリアでの使用は不可[b 9][a 103]。
  - 日本年金機構が2月に支給された公的年金のうち、約130万人分について所得税控除が適切にされず、過少支給されたことが判明[a 104]。
- 3月4日
  - 18時頃、神戸電鉄粟生線三木駅に隣接した住宅から火災が発生、同駅に延焼し駅舎が全焼、同線は同駅と志染駅の間で終日運転見合わせ[a 105]。
  - （現地時間。日本時間同5日）アメリカ合衆国・カリフォルニア州ハリウッドで開催された第90回アカデミー賞授賞式にて、英国映画「ウィンストン・チャーチル/ヒトラーから世界を救った男」で主人公の元英首相ウィンストン・チャーチル役を演じた英俳優ゲイリー・オールドマンの特殊メイクを手掛けた辻一弘が、他イギリス人2名と同時に最優秀メイクアップ&ヘアスタイリング賞を受賞、日本人として同賞受賞は史上初[a 106]。
- 3月5日
  - 文化庁文化審議会、JASRACが2017年6月に管理作品の音楽教室でのピアノ演奏などに対して著作権料を徴収するとした使用料規定を文化庁に届け出、音楽教室側の団体「音楽教育を守る会」が東京地方裁判所に保留を求め提訴し司法判断確定までの徴収保留を協議したが交渉決裂、同年12月著作権等管理事業法に基づく裁定を申請していた問題で、著作権料徴収を認めるよう宮田亮平文化庁長官に答申する一方、徴収に応じない音楽教室には司法判断確定まで督促をしないなど、社会的混乱を回避する措置を取るようJASRACに要請[a 107]。
  - 千葉地方裁判所、2016年8月31日に千葉県酒々井町の自宅で弟を殺害、同年9月12日までに遺体を包丁やのこぎりで切断し、ごみ集積場に捨てたり、冷蔵庫内に隠したりした女に対し、殺人罪を認めず、傷害致死罪を適用し懲役10年（求刑同18年）の判決[a 108]。
  - （現地時間）アメリカ合衆国カリフォルニア州のトヨタ自動車所有者の住民2名が、神戸製鋼所により、不適合品の供給を受けたトヨタ自動車の車両の安全性や性能に影響が及ぶ恐れがあるとして、両社に対する損害賠償を求めサンフランシスコ連邦裁判所に提訴、神戸製鋼データ改竄問題に関わる初の訴訟[a 109]。
- 3月6日
  - 政府、2019年4月30日に予定される明仁天皇の譲位に伴う「退位礼正殿の儀（仮称）」の実施や、天皇が上皇、皇后が上皇后になった後の対応を規定する、天皇の譲位などに関する皇室典範特例法施行令を閣議決定[a 110]。
  - 小学館、2月に発行した月刊コロコロコミック3月号にチンギスハンの肖像画に落書きをする漫画が掲載され、2月23日に駐日モンゴル国大使館が外務省に正式抗議をするに至っていたことを受け、同誌の発売を中止、書店に返品を求めることを発表[a 111]。
  - 噴火活動が続いていた宮崎・鹿児島県境にある霧島連山新燃岳で、2011年3月以来7年ぶりとなる爆発的噴火発生、同日午後鹿児島空港発着予定の航空便78便が欠航するなどの影響[a 112]。
  - 神戸製鋼所、2017年10月に発覚したアルミ製品データ改竄問題に関し、「当社グループにおける不適切行為に関する報告書」と題する最終報告書を発表、併せてOBを含め5人の取締役や執行役員が関与・隠蔽に加担し、社員40人超が不正に関与していたことを公表し、川崎博也会長兼社長と当該事業責任者の金子明副社長が退任、執行役員3人も退任や減俸とする処分を発表[a 113][b 10]。
- 3月9日
  - さいたま地方裁判所、2015年9月に発生した熊谷連続殺人事件のペルー人被告人に対し死刑判決[a 114]。
  - 日本相撲協会理事会、1月に長野県内で無免許運転で追突事故を起こし書類送検されたものの、相撲協会の3度の聞き取りに対し運転の事実を認めなかった大砂嵐金崇郎について、現役力士による自動車運転を禁じる協会の内規を破った上に虚偽の報告をしたことを踏まえ、同協会として解雇に次いで重い引退勧告処分を下し、大砂嵐は処分を受け入れ引退[a 115]。
  - 佐川宣寿国税庁長官が辞任[a 116][a 117]。
- 3月13日 - 森林総合研究所、日本のサクラ属の基本野生種としては1915年にオオシマザクラが発見・命名されて以来約103年ぶりの新種のサクラをクマノザクラと命名、同種に関する研究論文が日本植物分類学会発行の『Acta Phytotaxonomica et Geobotanica誌 69巻2号』（2018年6月下旬発行）に掲載受理されたことで、クマノザクラの発見を報道発表[b 11]。
- 3月15日 - 2月28日に愛知県稲沢市の国府宮神社で開催された国府宮はだか祭の参加者で、ほかの参加者ともみ合って心肺停止状態となった同市の男性が入院先の病院で死亡[a 118]。
- 3月16日
  - 北海道北見市北見保健所、同市内の居酒屋を同月8-10日の間に利用した12団体219人中115人が食中毒症状を訴え、ノロウイルスが検出されたことを発表、同店舗に対し同日より5日間の営業停止処分[a 119]。
  - 東京都多摩市のマンションで、住民の女性が首から血を流して倒れているのが発見され、搬送先の病院で死亡が確認される。警視庁多摩中央警察署捜査本部、17日2時頃に神奈川県警察管内の交番に凶器とみられる刃物を所持し出頭した被害者の元交際相手の男を殺人容疑で逮捕[a 120]。
- 3月17日
  - JRグループダイヤ改正[a 121]。
    - JR北海道根室本線羽帯駅廃止。
    - JR西日本、東海道本線摂津富田駅 - 茨木駅間にJR総持寺駅、おおさか東線JR長瀬駅 - 新加美駅間に衣摺加美北駅をそれぞれ開業。
    - JR四国、普通列車10本の運行を廃止。
    - JR九州が在来線111本、新幹線6本計117本の運行を削減。

  - 小田急小田原線の代々木上原駅 - 梅ヶ丘駅間複々線化完成に伴い、ダイヤ改正[c 31]。
- 3月18日
  - 新名神高速道路川西インターチェンジ - 神戸ジャンクション間16.9km開通、開通区間途中に宝塚北サービスエリアおよび宝塚北スマートインターチェンジ新設。新名神高速道路は神戸ジャンクションで中国自動車道、山陽自動車道両高速道路に接続[a 122]。
  - 18時43分頃、那覇空港で海上保安庁の航空機が着陸し、滑走路脇の誘導路に出ようとしていた際、管制官の離陸許可が出ていない上海吉祥航空機が滑走を開始しそのまま離陸。運輸安全委員会、航空法施行規則第166条で規定する、他の航空機が滑走路を使用中の離陸で航空重大インシデントに該当するとし、19日、事故調査官4人を同空港へ派遣[a 123]。
  - 19時35分頃、大阪南港発新門司港行きの名門大洋フェリー・フェリーふくおか2が、兵庫県明石市江井ケ島港沖約6km沖で第五管区海上保安本部姫路海上保安部の巡視船に急病人の男性を移送する際、航路標識の鉄製灯浮標に接触し動けなくなる。事故から約19時間後に自力運行を再開、大阪南港に戻る[a 124][a 125]。
- 3月19日 - 日本年金機構が約500万人分の受給者のデータ入力を委託した東京都内の情報処理会社「SAY企画」が、機構との契約で別業者への再委託は禁止されていたにもかかわらず、中国の業者に個人情報の入力業務を再委託していたことが判明。翌20日、水島藤一郎日本年金機構理事長が陳謝、3月中に開始予定だった自治体とのマイナンバー連携延期の見通しを発表、同時に、再委託の他にデータ入力ミス等が発覚した「SAY企画」を同日より3年間指名停止処分[a 126][a 127]。
- 3月21日 - 三菱商事、2月21日から3月20日にかけ実施した三菱自動車に対する株式公開買い付け成立を発表、三菱自動車は三菱商事の持分法適用会社となる[a 128]。
- 3月22日 - ANAホールディングス、傘下の格安航空会社、ピーチ・アビエーションとバニラ・エアを2019年度末（2020年3月）までに統合、ブランドはピーチに統一する方針を発表[a 129]。
- 3月23日
  - 名古屋高等裁判所、名古屋大学女子学生殺人事件の被告人に対する控訴審裁判で、完全責任能力を認め、精神障害により心神喪失状態だったとする弁護側の主張を退けた1審の名古屋地方裁判所の裁判員裁判判決を支持、被告人の控訴を棄却、無期懲役を言い渡す[a 130]。
  - リニア中央新幹線の工事入札を巡る談合事件で、公正取引委員会が大林組、清水建設、大成建設、鹿島建設の4社および大成と鹿島で中央新幹線に係る建設工事の受注等の業務に従事していた2名を私的独占の禁止及び公正取引の確保に関する法律（独占禁止法）違反で告発[b 12]。
  - 尖閣諸島沖で中国海警局の3隻（海警2304、海警2305、海警2501）が領海を航行[a 131]。
  - 第90回記念選抜高等学校野球大会が阪神甲子園球場で開幕。
- 3月24日 - 8時10分頃、関西国際空港から福岡空港に到着したピーチ・アビエーションのエアバスA320が、着陸した際に前輪がパンクし滑走路上で立ち往生、滑走路が約2時間半に亘り閉鎖され、82便が欠航、22便が到着地変更などの影響。国土交通省運輸安全委員会が当事故を重大インシデントに認定[a 132]。
- 3月25日 - 長野県の八ヶ岳連峰阿弥陀岳で登山客7人が滑落、3人死亡4人重軽傷の事故[a 133]。
- 3月26日 - 『魔女の宅急便』などを書いた絵本作家の角野栄子が、児童文学を対象に贈られる国際アンデルセン賞の作家賞に選ばれた[a 134]。日本人としては3人目の受賞者となる[a 134]。
- 3月27日 - 衆参両院の予算委員会で、学校法人「森友学園」への国有地売却に関する財務省決裁文書の改竄をめぐり、改竄された文書の国会提出時に財務省理財局長だった佐川宣寿前国税庁長官に対する証人喚問[a 135][a 136]。
- 3月28日
  - 沖縄県を訪問中の明仁天皇、美智子皇后夫妻、今上天皇として初となる与那国島訪問[a 137]。
  - 原子力規制委員会が日本原子力研究開発機構の高速増殖炉「もんじゅ」の廃炉計画を認可[a 138]。
- 3月29日 - 東京都千代田区有楽町、旧三信ビルディング、日比谷三井ビルディング跡地に、地上35階建の高層ビルを含む複合商業施設東京ミッドタウン日比谷開業[a 139]
- 3月31日
  - JR西日本三江線江津駅 - 三次駅間108.1kmがこの日の運行をもって全線廃止。本州におけるJRグループ路線の廃線区間として最長となる[a 140]。
  - ソフトバンク・ウィルコム沖縄がPHSの新規契約受付をこの日をもって終了し、全PHS事業者で新規契約受付が終了[a 141]。

### 4月
- 4月1日
  - 東京都子どもを受動喫煙から守る条例施行[c 32]。
  - 大阪市交通局（市営地下鉄および市営バス）が、それぞれ大阪市全額出資の株式会社（市営地下鉄は新会社の「大阪市高速電気軌道」、市営バスは既存の「大阪シティバス」）による運営に移管する形で民営化される[a 142][a 143]。公営の地下鉄の民営化は全国で初めて。
  - 主要農作物種子法が廃止された[a 144]。
  - 改正労働契約法適用により、有期契約の更新の結果、同じ企業での勤務が通算5年を超えた労働者が申し出れば無期契約に転換できる制度について、この日から対象者が出るため、一部企業（ジョイフル、ファンケル化粧品など）がパート社員やアルバイトを無期契約に転換する一方、「雇い止め」も発生[a 145]。
  - 改正障害者雇用促進法施行、企業に義務付けられる障害者の法定雇用率が2.0%から2.2%に引き上げられる[a 145]。
  - 改正酒税法施行、ビールの麦芽比率が従来の67%から50%に引き下げられ、副原料に果実、ハーブ、スパイスなどの使用を許可[a 145]。
  - 三菱東京UFJ銀行が行名を「三菱UFJ銀行」に変更[c 33]。
  - ヤマダ電機が住宅関連子会社のナカヤマを吸収合併[a 146]。
  - 日本体育協会が「日本スポーツ協会」に名称を変更[a 147]。
  - 朝日放送が商号を「朝日放送グループホールディングス」に変更し放送持株会社へ移行。放送事業を分割準備会社に承継し、テレビ放送事業を担う朝日放送テレビとラジオ放送事業を担う朝日放送ラジオが発足し、同社傘下に入る[b 13]。
  - パナホームが社名を『パナソニックホームズ』に変更[a 148]。
  - 高松空港が、国管理の空港としては仙台空港に次いで民間会社の運営に移管された[a 149][a 150]。
  - りそなホールディングス傘下の近畿大阪銀行と、三井住友フィナンシャルグループ傘下の関西アーバン銀行、みなと銀行が経営統合[a 145]。
  - 日本音楽著作権協会（JASRAC）、音楽教室からの著作権料徴収開始[a 145]。
  - 小学校で本年度より道徳を教科化[a 145]。
  - 診療報酬が0.55%、介護報酬が0.54%、それぞれ値上げ[a 145]。
- 4月2日 - 小野寺五典防衛大臣が自衛隊イラク派遣時の陸上自衛隊の日報が見つかったと発表。前年2月に稲田朋美大臣が国会で不存在と答弁していた[a 151]
- 4月3日 - 中国海警局の船3隻が尖閣諸島周辺の領海を航行[a 152]。
- 4月4日
  - 京都府舞鶴市で行われた大相撲巡業において、挨拶に立った多々見良三同市市長がくも膜下出血で倒れ、病院搬送後手術、約1か月の安静となり、同月6日より副市長が職務代行。また救命処置を施した看護師の女性が土俵から下りるよう場内放送で促された問題で、日本相撲協会の八角信芳理事長が4日夜、「深くおわび申し上げます」と謝罪のコメントを出した[a 153]。
  - 第90回記念選抜高等学校野球大会の決勝戦。大阪桐蔭が智弁和歌山を5-2で下し2年連続3回目の優勝。大阪桐蔭は史上3校目の大会連覇となり、選抜大会の連覇は、1929年（第6回）・1930年（第7回）の第一神港商（兵庫）、1981年（第53回）・1982年（第54回）のPL学園（大阪）以来。また、大阪勢の優勝は11回目で都道府県別で単独最多。
- 4月5日 - 警視庁、1月21日に経済学者の西部邁が東京都大田区内の多摩川で入水自殺した事件で、自殺幇助容疑で、西部の番組担当ディレクターだった東京MXテレビ関連会社社員の男と、西部の知人の男を逮捕[a 154]。
- 4月6日
  - 学校法人順天堂は、同法人が運営する順天堂大学医学部附属順天堂医院（東京都文京区）で約50年前、新生児を取り違えた上、DNA検査により取り違えが判明した後、被害者に対し取り違えがあったことを一切口外せず、もう一方の相手を探さないことを約束させたと4月5日発売の週刊新潮で報じられたことを受け、公式ホームページに取り違えの事実を公表、謝罪コメントを掲載[16][a 155]。
  - 鹿児島県日置市東市来町湯田で38歳の男が自身の父親・祖母・伯母とその姉、知人男性の計5人を殺害した事件が発覚[a 156]。
- 4月7日 - 兵庫県警察捜査1課、兵庫県三田市で、障害のある息子を約25年間自宅敷地内に設置した檻に閉じ込めた父親を監禁容疑で逮捕[a 157]。
- 4月8日
  - 日本銀行総裁黒田東彦が任期満了、再任。日本銀行総裁を2期連続で務めるのは、1961年に再任した山際正道以来57年ぶり[a 158]。
  - 愛媛県今治市の松山刑務所大井造船作業場から受刑者の男が脱走し、車を盗んで逃げているとみて逃走容疑で愛媛県警察が全国に指名手配。広島県警察と合同で捜査[a 159]。
  - 6日に鹿児島県日置市東市来町の住宅で男女3人が殺害されているのが発見された事件で[a 160]、逮捕された容疑者の供述に基づき、近所の空地で他2名の遺体を発見、容疑者は5人全員の殺害を供述[a 161]。
- 4月9日 - 午前1時32分頃、島根県西部の深さ12kmを震源とするマグニチュード (Mj) 6.1の地震が発生。大田市で震度5強、出雲市、雲南市などで震度5弱を記録、その後余震が頻発[a 162]。
- 4月10日 - 早稲田大学の高谷雄太郎講師と東京大学の加藤泰浩教授らの研究チーム、南鳥島周辺の海底下にあるレアアース（希土類）の資源量が世界の消費量の数百年分に相当する1600万トン超に達するという調査結果を、同日付のイギリスの科学誌『サイエンティフィック・リポーツ』に掲載し発表[a 163]。
- 4月11日
  - 午前3時40分頃、大分県中津市耶馬渓町で、山が山腹から大規模な土砂崩れを起こし、3世帯6人が飲み込まれ死亡[a 164][a 165]。政府、首相官邸の危機管理センターに情報連絡室を設置[a 166]。
  - 滋賀県彦根市南川瀬町の彦根警察署河瀬駅前交番で、同交番勤務の巡査部長が拳銃で後頭部と背中を撃たれ死亡、同僚の男性巡査が被害者を撃った後銃を持ったまま逃走したとみて殺人容疑で行方を捜査、翌12日未明に被疑者の身柄確保[a 167]。
- 4月12日 - （現地時間。日本時間同13日）世界貿易機関（WTO）、韓国が日本製バルブに課している反ダンピング（不当廉売）関税はWTO協定違反であるとの報告書を公表、関税は不当として提訴した日本の主張をほぼ支持、韓国に是正を勧告[a 168]。
- 4月13日 - 広島県警察は、2004年10月5日に広島県廿日市市の民家で女子高生が刺殺され、その祖母が重傷を負った事件について、別の暴行事件で摘発された男の指紋とDNAが犯行現場のものと一致したため、殺人容疑で逮捕[a 169]。
- 4月15日
  - JR東日本新潟駅の在来線高架ホームが暫定開業し、上越新幹線「とき」と特急「いなほ」の2線間に短時間での乗り換え用に自動改札機2機を設置した上で対面乗り換えが開始された[a 170]。
  - 4月15日から翌2019年3月25日まで - 東京ディズニーリゾートは35周年を記念し『Happiest Celebration!』として年間スケジュールでの周年記念イベントを開催する[c 34]。
- 4月17日 - 4月18日（現地時間） - アメリカ・フロリダ州で安倍晋三内閣総理大臣がドナルド・トランプ大統領と日米首脳会談を開催[c 35]。
- 4月21日 - 世界最高齢者の田島ナビ（1900年生まれ）が逝去し、確実な証拠のある19世紀生まれは全員逝去した[a 171]。
- 4月23日
  - 中国海警局の船4隻が尖閣諸島周辺の領海を航行[a 172]。
  - 11日に発生した大分県中津市耶馬渓町の土砂崩れで最後まで行方不明だった女性の遺体を発見。これにより6人全員の死亡が確認された[a 173]。
- 4月24日 - 希望の党と民進党は新党結党に向けた基本政策で合意し、党名を『国民民主党』とすることを決定[a 174]。
- 4月25日 - TOKIOのメンバーである山口達也が、強制わいせつ容疑で書類送検されていたことがNHKの取材で判明し[a 175]、翌日、会見で無期限謹慎処分を受けたのち[a 176]、5月6日にTOKIOの脱退およびジャニーズ事務所の契約を解除された[a 177]。
- 4月26日 - 民進党の大塚耕平代表と希望の党の玉木雄一郎代表が新党『国民民主党』結成の合意書に署名し、5月7日結成で正式合意。同日、希望の党は両院議員総会にて玉木代表ら新党参加組と松沢成文参議院議員団代表ら保守系メンバーの分党を決定。松沢ら5人は別の新党を結成して「希望の党」の名称を引き継ぐ[a 178]。
- 4月27日
  - 雪印メグミルクの子会社「雪印種苗」が牧草などの延べ53品種で2002年以降、複数の種子を混ぜた上で商品名を偽って販売していたことが判明[a 179]。
  - 住宅賃貸大手のレオパレス21の物件において界壁施工不備が発覚し、同社は「全ての対象物件において確認調査を行なった上で、補修工事を行う」と発表[b 14]。
- 4月29日 - 4月8日に愛媛県の松山刑務所大井造船作業場から逃走した男は午後12時過ぎに広島市内のMAZDA Zoom-Zoom スタジアム広島近くの路上で広島県警により身柄を確保された[a 180]。取調によると、逃走した男の当初、広島県尾道市の向島に潜伏していたが、同島内での検問・捜索が進んだ24日の夜に尾道水道を泳いで本州に渡ったという[a 181][a 182]。

### 5月
- 5月1日 - 東京都民銀行・八千代銀行・新銀行東京の三行が合併し『きらぼし銀行』が発足[a 183]。
- 5月7日 - 民進党と希望の党が新党『国民民主党』の結党大会を開き、共同代表に民進の大塚耕平・希望の玉木雄一郎両代表を充てるなどの人事を決定。両党にて大物議員らの不参加が相次いだため、所属議員数では野党第一党の立憲民主党に及ばず、野党第2党止まりとなった[a 184][a 185]。同日、希望の党の松沢成文参議院議員らが、希望の党を分党し新たに「希望の党」を設立したと発表。松沢が代表に就任し、計5人の議員での立ち上げとなる[a 186]。
- 5月8日 - 武田薬品工業はシャイアーを460ポンド（当時6兆8000億円）で買収することに合意したと発表、総額は日本企業によるM&Aとしては過去最大[a 187]。
- 5月9日
  - NTTドコモ、KDDI、ソフトバンクの3社共同のRich Communication Services (RCS) 規格に準拠し、ショートメッセージサービス（SMS）の拡充機能と言える、+メッセージがサービス開始[a 188]。
  - 関東学生アメリカンフットボール連盟はこの日行った理事会で、同月6日に開催された関西学院大学ファイターズ対日本大学フェニックスの定期戦において、日本大学の選手が3度のパーソナルファウル（悪質なタックル行為）を犯し資格没収となる事態が発生した件につき、当該選手を追加処分決定まで対外試合禁止、日本大学指導者を厳重注意とし、同理事会内に本件に関する規律委員会を設置する事を決定[b 15]。一方被害者側の関西学院大学は12日に兵庫県西宮市内にある大学キャンパスで行った記者会見で、日本大学に対して厳重抗議するとともに正式謝罪を求め、これに応じない場合は次年度以降の定期戦を行わないことを表明した[a 189]。被害を受けた選手は膝の軟骨損傷などで全治3週間と診断されたが、改めて精密検査を行った結果神経系には異常がないことが判明した[a 190]。
  - 福岡ソフトバンクホークスの内川聖一が埼玉西武ライオンズ戦（メットライフドーム）にて、史上51人目のプロ通算2000本安打を達成[a 191]。
  - 日本共産党委員長の志位和夫が、ゴールデンウィーク中に散歩中に転倒し右足の踝を骨折したことを明かした[a 192]。
- 5月18日
  - 中国海警局の船4隻（海警2101、海警2307、海警2401、海警33115）が尖閣諸島周辺の領海を航行[a 193]。
  - 将棋の藤井聡太六段が、この日行われた第31期竜王ランキング戦5組準決勝で船江恒平六段を破り、史上最年少で七段に昇進[a 194]。
- 5月19日
  - 日本大学フェニックス反則タックル問題に関連して日本大学フェニックス監督の内田正人が大阪・伊丹空港で、「（今回の一連の騒動は）すべて私の責任である」として辞任することを表明。辞任表明に先立ち、兵庫県西宮市内で負傷した選手およびその保護者に直接謝罪した他、関西学院大学監督の鳥内秀晃らに今回の騒動について事情説明を行った[a 195]。また18日までに5月と6月に予定されていた日本大学が絡むオープン戦6試合についてすべて中止されることが決定した[a 196]。
  - 青森県おいらせ町で八戸学院光星高等学校の生徒らが乗ったスクールバスが横転、35人全員が病院に搬送、教員1人が重傷[a 197]。
- 5月22日 - 日本大学フェニックス反則タックル問題に関して当該反則行為を行った選手が日本記者クラブでこの日、記者会見を開いて「（前）監督・コーチなどにより『試合に使って欲しいなら、相手のクォーターバックを潰せ』などの指示を受けた」などと語り、今回の関西学院大学との試合中に於ける反則行為が日本大学フェニックス指導陣による指示であったことを明らかにした[a 198]。
- 5月23日 - アイドルグループのKing & PrinceがCDデビュー。
- 5月24日 - 中国海警局の船4隻（海警2101、海警2307、海警2401、海警33115）が尖閣諸島周辺の領海を航行[a 199]。
- 5月28日 - 成田山開基1080年、大開帳奉修を実施、大本堂で大護摩供を厳修し、御本尊不動明王に1ヶ月にわたる記念大開帳の結願を奉告[17]。
- 5月29日
  - 関東学生アメリカンフットボール連盟はこの日、緊急理事会を開催して日本大学フェニックス反則タックル問題に関し、日本大学前監督及びコーチのひとりを永久失格とする「除名」、ヘッドコーチを「資格剥奪」、当該反則行為を行った選手に対しては「今シーズンの対外試合出場資格停止」、日本大学フェニックスについては「今季公式試合への出場資格停止」とする処分を決定したことを発表した[a 200]。
  - 新潟県の五頭山などからなる五頭連峰で今月5日から消息不明となっていた新潟市内の会社員（37歳）と息子（6歳）の遺体が発見された[18]。

### 6月
- 6月1日 - 1992年（平成4年）4月13日からテレビ朝日系列で放送されているテレビアニメ「クレヨンしんちゃん」の主人公・野原しんのすけ役を番組放送開始から26年3ヵ月と演じてきた矢島晶子が同年6月29日の放送を以て降板することを発表[19]。同年6月14日に後任（2代目）が小林由美子に決定し、同年7月6日放送分より出演した[20]。
- 6月4日 - 聖護院八ツ橋総本店（京都市左京区）の元禄2年（1689年）創業表示は虚偽だとして、井筒八ッ橋本舗（同市東山区）が京都地方裁判所に表示差し止めと600万円の損害賠償を求め提訴[a 201][a 202]。第1回口頭弁論が8月22日に同地裁で行われ、聖護院側は全面的に争う姿勢を示した[a 203]。その後2020年6月10日に井筒側の全面敗訴の判決が下された[a 204]。
- 6月5日 - 尖閣諸島沖で中国海警局の4隻(海警2102・海警2306・海警2502・海警31240)が魚釣島周辺の領海を航行[a 205]。
- 6月6日 - 茨城県茨城町の寺で仏具を壊し僧侶に怪我をさせた男が礼拝所不敬などの容疑で水戸警察署に逮捕された[a 206]。
- 6月8日 - 名古屋城本丸御殿の復元工事が完了し全体公開[21]。
- 6月9日 - 21時50分頃、新横浜駅〜小田原駅間を走行中の東京発新大阪行ののぞみ265号の車内で男が乗客を切りつける事件が発生。30歳代の男性が死亡、女性2人がけが。神奈川県警察は殺人未遂の現行犯で愛知県岡崎市の自称22歳の無職の男を逮捕。のぞみ265号は小田原駅に緊急停車した[a 207]。
- 6月14日 - 福岡県北九州市八幡西区内を走行中の博多発東京行きのぞみ176号と衝突する人身事故が発生。この事故の影響で、山陽新幹線は同日中、広島駅〜博多駅間で運行を見合わせた[22]。列車と衝突したのは同県直方市在住の52歳の男性と判明。自殺目的で検査用はしごを登り新幹線線路内に立ち入ったものとみられ、福岡県警察は7月12日、この男性を被疑者死亡のまま新幹線特例法違反容疑で書類送検した[23]。
- 6月18日 - 7時58分頃、大阪府北部の深さ13kmを震源とするマグニチュード (Mj) 6.1の地震が発生。この地震により死者6人、負傷者400人以上の被害が出ており、また大阪近辺の交通機関ではJR西日本及び私鉄各社が運行を一時停止した他、各地で水道管の破裂や建物の損壊が生じるなどの被害が見られた[a 208][24]。
- 6月23日 - 振袖販売・レンタル業者の「はれのひ」による成人式トラブルで、神奈川県警察ははれのひの55歳の元社長を詐欺容疑で逮捕[a 209]。→1月8日の出来事も参照
- 6月24日 - 福岡県福岡市中央区大名の創業支援施設(旧大名小学校跡地）で、ネット上のやりとりの逆恨みからIT講師（41歳）が殺害された[25]。
- 6月25日 - 尖閣諸島沖で中国海警局の4隻(海警2166・海警2308・海警2501・海警35115)が魚釣島周辺の領海を航行[a 210]。
- 6月26日 - 14時頃、富山県富山市の富山県警察富山中央警察署奥田交番で、同県立山町に住む21歳の元自衛官の男が46歳の男性警部補の腹部を刺し、拳銃を奪って逃走。男はさらに近くの小学校付近で68歳の男性警備員に発砲。二人はともに死亡した[a 211][a 212]。男は通報で駆けつけた警察官に撃たれ殺人未遂の現行犯で逮捕されたが内臓を損傷しており重体。男は犯行時、サバイバルナイフなど4本以上の刃物を所持していた[a 213]。
- 6月28日
  - 平成30年7月豪雨が発生。6月28日から7月8日にかけて大雨が降り、死者200人以上を出す大惨事となった[a 214]。
  - 千葉駅の駅ビル全面開業[26]。
  - 週刊少年チャンピオン（秋田書店）で1972年から連載されていた水島新司の『ドカベン』がこの日で連載を終えた（単行本は同年9月の205巻が最後）[a 215]。
- 6月29日
  - 働き方改革関連法案が参議院本会議で可決し、成立[a 216]。
  - 気象庁はこの日、『関東甲信地方の梅雨が明けたものと見られる』と発表。1951年（昭和26年）からの気象庁観測による梅雨統計の開始以来、6月中の関東甲信地方の梅雨明けが発表されたのは初めてとなった[a 217]。
- 6月30日
  - 北海道大樹町のベンチャー企業・インターステラテクノロジズが開発した小型ロケットがこの日の朝に同町の実験場から打ち上げられたが、発射直後に落下、爆発・炎上した。これに伴うけが人はいなかった[a 218]。メインエンジンに何らかのトラブルが発生したものと見られている[a 219]。
  - 東京都内の病院に入院していた6歳未満の男児が、この日午前臓器移植法に基づき脳死と判定され、家族から臓器提供の承諾を得たことから東京と大阪の3か所の病院で移植手術を施行。6歳未満の子供からの臓器提供は判明しているだけで今回が8例目になる[a 220]。
  - 第42回世界遺産委員会で長崎の教会群とキリスト教関連遺産が世界遺産（文化遺産）に登録。

### 7月
- 7月2日 - 2018年平昌オリンピックで2連覇を達成したフィギュアスケートの羽生結弦が個人としては史上最年少となる23歳で国民栄誉賞を受賞（従来の最年少は柔道家・山下泰裕の27歳）[a 221]。
- 7月4日
  - 文部科学省の私立大学支援事業で有利な扱いを受けたいとの東京医科大学側の依頼に応じたことへの謝礼として、自分の息子を大学に合格させてもらったとして、東京地検特捜部は同省科学技術・学術政策局長を受託収賄容疑で逮捕した[a 222]（文部科学省汚職事件）。
  - 中国海警局の船3隻が尖閣諸島周辺の領海を航行[a 223][a 224]。
- 7月6日
  - オウム真理教事件に関与した死刑囚13人のうち、オウム真理教の元代表である麻原彰晃（本名: 松本智津夫）を含む7人（松本智津夫、井上嘉浩、早川紀代秀、中川智正、遠藤誠一、土谷正実、新実智光）の死刑が執行された[a 225]。一連の事件で死刑が執行されたのは今回が初めてとなる[a 225]。
- 7月7日 - 横浜市神奈川区の大口病院（現・横浜はじめ病院）で2016年9月、入院中の男性患者2人が相次いで点滴に消毒剤が混入され中毒死した事件で、神奈川県警察は当時この病院に勤務していた31歳の看護師の女を逮捕。調べに対し容疑を大筋で認めると共に、「他の患者の点滴にも混入した」と供述した[a 226]。
- 7月8日 - 14時40分頃、奈良市のスーパー銭湯の露天風呂の屋根が落下し68歳の男性が死亡、53歳と83歳の男性2人が軽傷[a 227]。その後、先の大阪府北部地震の影響で屋根を支える木製の柱2本が傾いていたが、業者が点検で異常なしと報告したためそのまま営業を継続していたことが判明[a 228]。さらにこの屋根が建築基準法に違反して増築された疑いのあることが10日に判明した[a 229]。
- 7月9日 - 日産自動車の複数の工場で、新車の出荷前に行う排ガス性能の検査結果を改竄していたことが判明[a 230]。
- 7月10日 - 石油元売り2位の出光興産と4位の昭和シェル石油は、2019年4月に経営統合することを正式発表[a 231]。この合併により石油元売りでは、最大手で新日本石油(ENEOS)を中心にジャパンエナジー・東燃ゼネラル石油らを傘下に持つJXTGホールディングスに次ぐ企業が誕生、業界3位のコスモ石油を大きく引き離す[a 232]。
- 7月12日 - 米国の流通大手・ウォルマートは、一部報道機関が同社傘下にあるスーパー西友の売却を固めたことを報じたことについてこれを完全に否定する声明を発表した[a 233]。
- 7月16日 - 羽田空港のB滑走路で昼過ぎに点検を行った際、舗装に穴が開いているのが見つかり補修作業等により4時間近く閉鎖。連休最終日の空の便に影響が出た。同空港では6月にもA滑走路で同様の事象が発生し一時閉鎖されている[a 234]。
- 7月18日 - 衆議院本会議にて、参議院定数を6増する改正公職選挙法が与党の賛成多数で可決、成立。一票の格差是正のため埼玉県選挙区の定数を2増。あわせて比例区でも定数を4増し、拘束名簿式の「特定枠」を新設[a 235]。
- 7月19日 - 日本医科大学付属病院（東京都文京区）に勤務する耳鼻咽喉科の医師が肺結核を発症していたことが判明。病院はこの医師の診察を受けた380名の患者などに対して再検査を実施することを発表した。なおこの医師は別の病院に入院し治療を受けているが、発症した経緯は不明[a 236]。
- 7月20日 - 参議院本会議にて、カジノを含む統合型リゾート実施法（特定複合観光施設区域の整備の推進に関する法律）が与党と日本維新の会の賛成多数で可決、成立[a 237]。
- 7月21日 - 滋賀県内の病院に入院していた6歳未満の男児が、この日午前までに臓器移植法に基づき2度の脳死判定が下され家族の承諾を得たことから、大阪や岡山などの6か所の病院で移植手術を施行。6歳未満の子供からの臓器移植は9例目となる[a 238]。→6月30日の出来事も参照
- 7月22日
  - 2020年東京五輪・パラ五輪のマスコットキャラクターの名称がこの日発表され、五輪のキャラクターが『ミライトワ』・パラ五輪のキャラクターが『ソメイティ』とそれぞれ命名[a 239]。
  - 福岡空港で16時30分頃、国土交通省福岡空港事務所の職員が点検中、滑走路に落雷が原因とみられる穴（約40cm四方、深さ約10cm）が開いているのを発見、滑走路を直ちに閉鎖し緊急補修作業の上17時40分頃再開するも、62便が欠航、24便が行先変更[a 240]。
  - 国内最高齢で横浜市在住だった117歳の都千代の逝去に伴い、福岡市在住で115歳の田中カ子が国内最高齢となる[a 241]。
- 7月23日 - 埼玉県熊谷市でこの日14時16分、日本の気象観測史上最高気温となる41.1度を記録。これまでの最高は2013年8月に高知県四万十市で観測された41.0度で約5年ぶりに更新した[a 242]。
- 7月25日 - 東京地検特捜部は、文部科学省国際統括官を逮捕した（文部科学省汚職事件）[a 243]。
- 7月26日
  - オウム真理教事件に関与した死刑囚13人のうち、7月6日に死刑執行された7人に続いて、残る6名、端本悟、豊田亨、広瀬健一（いずれも東京拘置所）、岡﨑一明（宮前に改姓）、横山真人（いずれも名古屋拘置所）、林泰男（小池に改姓、仙台拘置支所）の死刑を執行、一連の事件について死刑確定囚全員の死刑執行が完了[a 244]。
  - 東京地検特捜部は文部科学省国際統括官が違法な接待を受けたとして収賄容疑で逮捕[a 245]。
  - 多摩テクノロジービルディング建設現場火災が発生、5人が死亡、42人が負傷[a 246]。
- 7月28日 - 北海道を除く日本の各地で皆既月食（月没帯食、北海道では部分月食のみ）を観測[27]。
- 7月29日 - 中国海警局の4隻（海警2306、海警2307、海警2502、海警33115）が尖閣諸島周辺の領海を航行[a 247]。

### 8月
- 8月3日 - 助成金の不正流用や不当な判定、過剰な接待を行っているとして文部科学省などに告発状が提出された[a 248]日本ボクシング連盟会長の山根明がこの日の朝に放送された民放テレビ局の情報番組に生出演し、一連の騒動について「会長として責任を感じている」と謝罪。辞任については考えていないとした[a 249]。なお連盟は1日、助成金の不正流用は認めたものの、不当な判定や過剰な接待などについては否定する文書を発表した[a 250]。
- 8月5日
  - 第100回全国高等学校野球選手権大会開催（ - 8月21日）[a 251]。
  - 長野県知事選挙で現職の阿部守一が当選し3選目。
- 8月6日 - 第100回全国高等学校野球選手権記念大会の大会2日目、1回戦・第4試合の旭川大（北北海道）対佐久長聖（長野）戦は延長12回でも決着がつかず、選手権大会で初めてタイブレーク方式が適用された。試合は延長14回まで継続され、先攻の佐久長聖が後攻の旭川大に5対4で勝利。
- 8月7日 - 中国海警局の4隻(海警1305、海警2308、海警2501、海警31240)が尖閣諸島沖の領海を航行[a 252]。
- 8月9日 - 国土交通省はスズキ、マツダ、ヤマハ発動機が出荷前の自動車や二輪車の排出ガスなどの検査で不適切な計測を行っていたと発表[a 253]。
- 8月10日 - 群馬県が所有する防災用ヘリコプター『はるな』が群馬県内の山中に墜落[a 254]。9人の乗員は全員死亡[a 255]。
- 8月12日
  - 名古屋市瑞穂区長が、知人女性から貸付金の返済目的で現金を脅し取ろうとしたとして愛知県緑警察署に恐喝未遂の疑いで逮捕。調べに対して容疑を否認している[a 256]。
  - 大阪府富田林市の大阪府富田林警察署でこの日午後、署内の留置場で勾留されていた男が、同署内の面会室において弁護士との面会後に、面会室のアクリル板を破り、逃走[a 257]。
  - 秋田県大仙市の消防本部の救急車がこの日午後、呼吸困難に陥った80歳代の男性を大仙市内の病院に搬送すべき所を誤って秋田市内の同じ系列の病院に連絡して搬送していたことが8月17日に判明。男性は搬送から15時間後に死亡した[a 258]。
  - 第100回全国高等学校野球選手権記念大会の大会8日目、2回戦・第3試合の星稜（石川）対済美（愛媛）戦にて、今大会2度目のタイブレークが適用され、試合は延長13回裏に済美の矢野功一郎が大会初の逆転サヨナラ満塁本塁打を放ち、勝利。
- 8月15日 - 山口県大島郡周防大島町で8月12日から行方不明となっていた同県防府市在住の2歳の男児が無事に発見される[a 259]。警察官などによる捜索でも発見されなかったが、15日朝にボランティアとして捜索を行った大分県速見郡日出町在住の78歳男性の尾畠春夫が発見し話題となった[a 260]。
- 8月20日 - 第100回全国高等学校野球選手権記念大会の準決勝が阪神甲子園球場で行われ、金足農（秋田）が日大三（西東京）を2-1で下し、秋田県勢としては1915年（第1回）以来103年ぶりの決勝進出。
- 8月21日 - 第100回全国高等学校野球選手権記念大会の決勝が阪神甲子園球場で14時6分から行われ大阪桐蔭（北大阪）が13-2で金足農（秋田）を破り、2014年（第96回）以来4年ぶり5回目の優勝で、2度目の春夏連覇を果たす。
- 8月22日 - 2018年国民民主党代表選挙が告示され、玉木雄一郎共同代表と、津村啓介衆院議員が立候補を届け出た。受け付けは午前11時に締め切られ、両氏の一騎打ちが確定した[a 261]。
- 8月23日 - 茨城県桜川市富谷の採石場で火薬の爆発事故が発生。作業員1人が死亡。
- 8月24日 - 中国海警局の4隻(海警1306、海警2305、海警2401、海警35115)が尖閣諸島沖の領海を航行[a 262]。
- 8月28日 - 同月に中央省庁が雇用する障害者数を水増ししていた問題で、厚生労働省がこの日、各省庁を再点検した結果、計3460人分が国のガイドラインに反して不正に算入されていたと発表[a 263]。

### 9月
- 9月4日
  - 台風21号が日本列島に上陸。
    - この影響で関西国際空港が高潮による浸水のため運休の上、空港と本土をつなぐ連絡橋にタンカーが激突し使用不可となったことにより、空港内に利用客が約3000人ほど取り残される[a 264]。

  - 国民民主党代表選挙投開票。玉木雄一郎共同代表が津村啓介衆議院議員を204-74で下し、代表続投が決定[a 265]。
- 9月6日
  - 午前3時8分頃、北海道胆振地方中東部の深さ37kmを震源とするマグニチュード (Mj) 6.7の地震が発生。勇払郡厚真町で、全国では6例目・北海道地方では初となる震度7を観測[a 266]。建物の崩壊や大規模な土砂崩れなども発生し、死者・行方不明者40人以上、負傷者は600人以上にのぼった。またこの地震の影響により、北海道電力・苫東厚真発電所が停止したことが原因で道内全域の約295万戸で停電が発生した[a 267]。
  - 最高裁判所は蟹江一家3人殺傷事件の被告の上告を棄却した[a 268]。
  - 東京都中野区東中野・東京都道317号環状六号線にて、乗用車が赤信号を無視して交差点に侵入し、横断歩道横断中の自転車・歩行者に衝突する事故が発生。警視庁は、乗用車を運転していた当時タレントの吉澤ひとみを飲酒運転・ひき逃げなどの疑いで逮捕。同日、中野警察署に移送された[a 269][a 270]。
- 9月7日
  - 2018年自由民主党総裁選挙告示。現職の安倍晋三首相と石破茂衆院議員が立候補[a 271]。
  - 中国海警局の4隻(海警2306、海警2307、海警2502、海警31241)が、尖閣諸島沖の領海を航行[a 272]。
- 9月8日
  - 2017年（平成29年）9月15日に公布された公認心理師法に基づき、第1回公認心理師国家資格試験が実施された[c 36]。
  - 全米オープン決勝で、大坂なおみがセリーナ・ウィリアムズを下して優勝し、日本人選手初となるテニス4大大会での総合優勝を達成した[a 273]。
- 9月9日 - 岐阜県内の養豚場で3日から8日にかけて死んだ豚から豚熱ウイルス（当時の呼称は「豚コレラウイルス」）が検出され、これまでに80頭が死亡したことを県が発表。9日から10日にかけて残る610頭について殺処分が施された。またこれを受け農林水産省は豚肉の日本国外への輸出を停止した。豚熱（当時の呼称は「豚コレラ」）の発生は1992年の熊本県以来26年ぶりとなる[a 274]。
- 9月13日
  - ジャニーズ事務所所属のアイドルユニット「タッキー&翼」が9月10日付を以て解散していたことを発表。滝沢秀明は年内で芸能活動から引退し舞台などのプロデュースに専念することと今井翼が持病であるメニエール病の治療に専念するために近くジャニーズ事務所を退社することも併せて発表[a 275]。
  - 東日本大震災で行方不明となった宮城県石巻市の男性1人が滋賀県内で見つかったため、東日本大震災による行方不明者数は2536人となった[a 276]。
- 9月16日 - 歌手の安室奈美恵がこの日をもって引退[28]。
- 9月17日 - ZOZOTOWN社長の前澤友作が2023年に民間初の乗客となる月旅行の計画を発表。また、アーティストを6人〜8人ほど連れていく予定だという[a 277]。
- 9月19日
  - 公明党の代表選挙告示。現職の山口那津男のみが立候補を届け出たため、山口の6選が事実上確定[a 278]。
  - 4時すぎ、宮城県仙台市宮城野区の宮城県警察仙台東警察署東仙台交番で、拾得物を届けにきた近所に住む21歳の大学生の男が33歳の男性巡査長の脇腹などをいきなり刺して巡査長は死亡。男も47歳の男性巡査部長が放った拳銃3発のうち1発が命中して死亡した[a 279]。
  - 神奈川県川崎市の交番で男が銃刀法違反容疑で現行犯逮捕、犯人は同日未明の仙台での事件に感化され自殺願望があった[a 280]。
- 9月20日 - 自由民主党総裁選挙執行。現職の安倍晋三首相が石破茂元幹事長を、553-254で破り3選[a 281]。
- 9月22日 - 日本の宇宙航空研究開発機構（JAXA）は22日、探査機「はやぶさ2」が分離した探査ロボット「ミネルバ (ローバー)II-1」が小惑星「リュウグウ (小惑星)」に着陸したと発表した[a 282]。
- 9月25日 - 貴乃花親方が日本相撲協会に対し、年寄の引退届ならびに相撲協会の退職届、貴乃花部屋所属の力士らの転籍願を提出[a 283]。
- 9月26日
  - 広島東洋カープ対東京ヤクルトスワローズ23回戦で、広島がヤクルトを10-0で破り、3年連続9度目となるセ・リーグ優勝を決める[a 284]。
  - 夜10時半前、愛知県小牧市小松寺の民家の屋根に、10.5cm×8.5cm×4.5cm、重さ550gの隕石が落下した。後日、国立科学博物館により「小牧隕石」と名付けられた[a 285][a 286]。
- 9月28日 - 旅行会社大手のエイチ・アイ・エス（H.I.S）が募集した「ハワイ挙式ツアー」が、現地に建設している挙式場の竣工遅れを理由として急遽中止にしていたことが判明。同社は260組の申込者全員に対し謝罪及び旅行代金の返金、見舞金の支払い措置を取るとしているが申込者からは怒りの声が挙がっている[a 287]。
- 9月29日 - 8月12日に大阪府警富田林署から逃走した男は午後9時15分に山口県周南市の道の駅ソレーネ周南で窃盗容疑で山口県警により現行犯逮捕された[a 288]。大阪府警の取調によると、男は逃走中に和歌山県から出発した日本一周中の自転車旅行者を装い[a 289]、四国各地の観光地・道の駅や愛媛県庁を訪れ[a 290]、山口県周防大島町の道の駅サザンセトとうわにも一週間ほど滞在したという[a 291]。
- 9月30日
  - 公明党が党大会を開き、山口那津男代表の6選を正式に承認。幹事長に斉藤鉄夫幹事長代行が昇格するなどの執行部人事も承認[a 292]。
  - 翁長雄志前知事の逝去に伴う沖縄県知事選挙は、オール沖縄勢力など推薦で前国会議員の玉城デニーが、自公推薦候補らを破り初当選[a 293]。
  - 福岡ソフトバンクホークス対千葉ロッテマリーンズ20回戦（ヤフオクドーム）でソフトバンクがロッテに1-9で敗れ、優勝のマジックナンバーを1としていた埼玉西武ライオンズが10年ぶり22度目となるパ・リーグ優勝を決める[a 294]。

### 10月
- 10月1日
  - 福岡県筑紫郡那珂川町が市制施行、那珂川市となる[a 295]。
  - 日本相撲協会が臨時理事会を開催し、年寄貴乃花光司の退職並びに貴乃花所属力士・構成員（呼出、世話人）の千賀ノ浦部屋への所属変更を承認した。これにより貴乃花部屋が消滅した[a 296]。
  - 生活保護法が改正され、保護費の削減と生活保護世帯のジェネリック医薬品の使用が義務化される。
- 10月2日
  - 第4次安倍第1次改造内閣発足。初入閣は12人で2012年に第2次安倍政権が発足以降、最多となった[a 297]。
  - 新しい自由民主党役員人事が決定[a 298]。
  - 長崎県の五島列島と本土の間に旅客船を運航する五島産業汽船および同社関連会社のUSAポートサービスがこの日から全航路を運休[a 299]。
  - 東京証券取引所の日経平均株価終値が年初来高値の2万4270円62銭となり、1991年11月13日以来の高値を記録[a 300]。
- 10月3日
  - ムーミンのテーマパークメッツァが埼玉県飯能市に完成し竣工式が開かれた[a 301]。
  - はやぶさ2が搭載している「MASCOT」と呼ばれる小型探査ロボットを「リュウグウ (小惑星)」に向けて分離することに成功した[a 302]。
    - 「MASCOT」の「リュウグウ」への着陸成功を正式に確認した[a 303]。
- 10月4日 - トヨタ自動車とソフトバンクグループが自動運転車技術などモビリティー（移動手段）に関する新たなサービスで提携し、共同出資会社を設立すると発表[a 304]。
- 10月6日 - 東京都中央区の築地市場がこの日の競りを最後に83年の歴史に幕。10月11日からは約2.3km離れた江東区の豊洲市場に場所を移転[a 305][a 306]。
- 10月7日〜10月11日 - 奈良県奈良市にある興福寺中金堂の落慶法要が執り行われた[29]。
- 10月10日 - 探査船「ちきゅう」が午前に静岡県にある清水港を出航した。今回の研究航海は西日本を中心に甚大な被害が想定される南海トラフ巨大地震などの巨大地震の発生メカニズムを探るのが目的[a 307][a 308]。また、2019年3月に清水港に戻る予定。
- 10月11日 - この日0時、豊洲市場が開業予定から約2年遅れて開場[a 306]。しかし開場直後の2時50分頃、魚類などを運搬する「ターレット」1台を焼く火災が発生。けが人はなく、約30分後に鎮火[a 309]。さらに4時30分頃には場内を歩行中の女性がターレットに接触して足にけがを負う事故も発生するなどトラブルの連続となった[a 310]。
- 10月12日 - 安倍晋三首相は、総理大臣官邸で「第1回天皇陛下の御退位及び皇太子殿下の御即位に伴う式典委員会」を開催し、立太子の礼(立皇嗣宣明の儀)と皇室の儀式(朝見の儀)の挙行日を皇太子が即位した年の翌年、2020年4月19日に決定した[c 37][a 311]。また、皇太子が即位する2019年5月1日を祝日にする考えを示し、実現すれば10連休となる。さらに、新天皇が即位を宣言する即位礼正殿の儀が行われる同年10月22日を祝日とする考えも示した。
- 10月13日 - 午前10時に豊洲市場の一般見学を開始した[a 312]。
- 10月15日 - 安倍晋三首相は、2019年10月に予定通り消費税率を10%に引き上げることを表明[a 313]。
- 10月17日 - 中国海警局の船4隻が午前10時10分すぎから日本の領海に侵入した。また、この4隻は正午あたりに領海を出た[a 314]。
- 10月16日 - KYBと子会社のカヤバシステムマシナリーが製造する免震・制振オイルダンパーについて検査データの改竄などにより、全国986カ所の施設で国土交通省の大臣認定に不適合もしくは適さない材質の商品などを出荷していたことが明らかとなった[a 315]。
- 10月20日 - 水星探査機「みお」の打ち上げに成功した。2025年に水星に到着予定[a 316][a 317]。
- 10月22日 - 組織委員会は午前10時までに東京オリンピック・東京パラリンピックのボランティアに5万2249人の応募があったと発表した[a 318]。
- 10月23日 - 2015年にシリアで拘束されていたジャーナリストの安田純平がトルコ南部の入管施設で保護された[a 319][a 320]。その後の調査の結果、翌24日に安田純平本人と確認された[a 321]。そして、25日に3年ぶりに日本に帰国[a 322]。
- 10月25日 - 安倍晋三首相が中国を訪問した。2011年以来7年ぶりの訪問となる[a 323][a 324][a 325]。
- 10月26日
  - 日本国政府はこの日の閣議に於いて、山形市、甲府市、福井市、寝屋川市の4市を2019年（平成31年）4月1日付で中核市に指定することを決定した[a 326]。
  - 安倍首相が午前に李克強首相と会談を行った[a 327][a 328]。日中通貨スワップを再開することで合意したことなどが発表された。また、午後には習近平国家主席との会談が行われた[a 329]。習近平に2019年の訪日を呼びかけた。
- 10月29日 - 温室効果ガス観測衛星「いぶき2号」の打ち上げに成功した[a 330][a 331][a 332]。
- 10月31日 - この日を以て日本の放送局の現行免許は失効、翌日より再免許となった[b 16]。

### 11月
- 11月2日 - ユネスコ（国連教育科学文化機関）の世界自然遺産への登録を目指す「奄美大島、徳之島、沖縄島北部及び西表島」（鹿児島、沖縄両県）について、菅義偉官房長官は会見でユネスコに推薦することを決定。一方、世界文化遺産登録を目指していた「北海道・北東北の縄文遺跡群」（北海道と青森・岩手・秋田の3県）は今回、推薦を見送ることとした[a 333]。
- 11月3日 - SMBC日本シリーズ2018第6戦において、福岡ソフトバンクホークスが広島東洋カープに2-0で勝利し、対戦成績を4勝1敗1引き分けとし2年連続9度目の日本一[a 334]。
- 11月4日 - グアテマラで宣教活動を行うエホバの証人の信者である日本人女性2人が自宅で襲撃され、うち1人が死亡[a 335]。
- 11月11日
  - 3時30分頃、横浜市神奈川区内の路上で34歳の女性が突然男に腹部などを刺され重傷。神奈川県警神奈川警察署は翌12日夜、同区内に住む71歳の男を強盗殺人未遂の疑いで逮捕。調べに対し容疑を認めると共に「金品を奪う目的でやった」と供述[a 336][a 337]。
  - 尖閣諸島沖で中国海警局の4隻(「海警2302」「海警2308」「海警2401」「海警2501」)が領海を航行[a 338]。
- 11月13日
  - 政府は天皇の譲位と皇太子の天皇への即位に伴う2019年のゴールデンウィークを10連休とする法案を閣議決定。国会に提出した[a 339][a 340]。その後の12月8日、10連休法案が参院本会議で賛成多数により、正式に決定した[a 341][a 342]。連休は4月27日から5月6日までとなる。
  - 安倍晋三首相が米国のマイク・ペンス副大統領との会談を行った[a 343][a 344]。
- 11月19日
  - 日産自動車会長のカルロス・ゴーンと外国人代表取締役が報酬を過少に申告していたとして、有価証券報告書の虚偽記載容疑で東京地方検察庁特捜部に逮捕される[a 345]。これを受け、日産自動車は11月22日にゴーンの会長職ならびに代表取締役の職を解任[a 346]、また、日産自動車グループの傘下にあり同じくゴーンが会長を務める三菱自動車工業も11月26日に会長職の解任を決定した[a 347][a 348]。またこれに絡み、大阪府内のHonda Cars店店員が逮捕直後に日産のキャンペーンコピーを悪用した不適切なツイートを行っていたことが判明し、店は20日に公式サイトで謝罪した。当該ツイートは既に削除されている[a 349]。
  - 防衛省が宇宙部隊を新設することを防衛大綱に盛り込む意向を示した。2022年に創設予定[a 350][a 351]。
- 11月20日 - 北海道恵庭市内の山中で林野庁北海道森林管理局恵庭森林事務所の38歳の男性森林官が猟銃で撃たれて死亡。北海道警察千歳警察署は業務上過失致死容疑で札幌市内の49歳の自営業の男を逮捕。調べに対し「鹿と間違えて撃ってしまった」と供述[a 352][a 353]。
- 11月22日 - PayPayが、2018年12月4日からの支払いに、月5万円を上限に20%、総額100億円のキャッシュバックを行うことを発表した[a 354]。12月13日に還元額が100億円に達し、予定通り終了した[a 355]。
- 11月24日 - パリで行われた博覧会国際事務局の総会において2025年の万博を大阪において開催されることが決定した。 同年5月3日から開催予定[a 356][a 357][a 358]。大阪で博覧会が開催されるのは1970年の日本万国博覧会以来55年ぶりとなる[a 358]。
- 11月26日 - 護衛艦「いずも」を空母に改修後、F-35Bを導入し、これを搭載する計画で最終調整し、防衛大綱に盛り込む意向を発表した[a 359][a 360]。
- 11月28日 - 沖縄美ら海水族館にて、オニイトマキエイの飼育・展示に世界で初めて成功した[a 361][a 362]。
- 11月29日 - なまはげなど10件の伝統行事を「来訪神：仮面・仮装の神々」として世界無形文化遺産に登録することをユネスコがモーリシャスで開いた政府間委員会で決定した[a 363][a 364][e 9][a 365]。
- 11月30日
  - コンビニエンスストアの「サークルK」「サンクス」が親会社の統合によりこの日をもって全店舗での営業を終了。翌12月1日よりファミリーマートとして再スタートした[a 366]。
  - 関電トンネルトロリーバスがこの日限りで鉄道（無軌条電車）としての運行を終了し廃止。翌年よりトロリーバスから電気バスに切り替えられ、鉄道路線ではなくなる[30]。

### 12月
- 12月1日 - BS・CS放送で4K・8K実用放送開始。これに伴い、NHKは「4Kチャンネル」と「8Kチャンネル」をそれぞれ立ち上げ、毎日一定の時間帯に4K・8K画質の放送を実施する[c 38]。また、BS日テレ（なお、BS日テレの4K放送は2019年9月1日に開始した[a 367]）を除く民放4局（BS-TBS・BS朝日・BSテレ東・BSフジ）でも同様に「4Kチャンネル」をスタート。
- 12月4日 - JR東日本は、山手線に新しく開設する新駅の駅名を『高輪ゲートウェイ駅』とすることを決定したと発表。なお、同駅は2020年春に暫定的に開業し、2024年に本格的に開業予定[a 368][a 369]。
- 12月5日 - 日本相撲協会は、平幕の貴ノ岩が前日の12月4日に巡業先の福岡県内の宿舎で、付け人の弟弟子を殴ってケガを負わせたと発表[a 370]。貴ノ岩は7日に事件の責任を取り引退の意向を表明、相撲協会はこれを受理したことを発表した[a 371][a 372]。
- 12月6日
  - 岩国基地所属のF/A-18とKC-130が高知県の沖合で空中給油の訓練中に衝突し、共に墜落した。両機で計7人が搭乗しており、現在までに2人が救助されたが、1人が死亡、残る5人は行方不明となっている[a 373][a 374]。その後の12月11日、残った5人の捜索を断念。死亡したと認定した[a 375][a 376]。
  - SoftBankの携帯電話が午後1時39分頃から全国でデータ通信や通話ができなくなったり、インターネット事業の「おうちのでんわ」および「SoftBank Air」で通信障害が発生した。この障害は同日午後6時4分復旧した[c 39]。
- 12月8日
  - 外国人労働者を受け入れる改正出入国管理法が、参議院本会議において自民・公明両党などの賛成多数により可決された[a 377][a 378]。
  - EUとの経済連携協定が参議院本会議で賛成多数により可決された。2019年2月1日より発効予定[a 379][a 380]。
- 12月10日 - 政府がファーウェイ製品、及びZTEの製品を安全保障上のリスクを懸念して政府調達から排除する方針を決定した[a 381][a 382]。また、NTTドコモ、KDDI、SoftBankなどの携帯大手3社もファーウェイ・ZTEの製品を通信設備から除外し、5Gの基地局にも使用しないと発表した[a 383][a 384]。
- 12月16日 - 20時30分頃、札幌市豊平区の地下鉄平岸駅近くにある居酒屋や不動産店が入居する木造2階建ての雑居ビルでガス爆発が発生。重傷者1名を含む42名が病院へ搬送された。北海道警察や札幌市消防局等では原因を調査していたが[a 385]、翌17日になって不動産店の店員が「100本以上のスプレー缶を廃棄するためガス抜きを行っている途中、湯沸かし器を点火したところ爆発した」と証言していることが判明した[a 386]。爆発により数百メートル離れたマンションのガラスや車のガラスが割れるなどの被害が出た[a 387]。なお不動産店を運営する会社は18日、「心よりお詫び申し上げる」と謝罪コメントを発表した[a 388]。
- 12月19日
  - ソフトバンクグループ傘下の携帯電話会社・ソフトバンクが東京証券取引所に再上場（前身のボーダフォン時代にソフトバンク（当時）に買収された2005年8月1日に上場廃止）[a 389]。市場コードはボーダフォン時代と同一の9434[31]。
  - 大阪地方裁判所は、2015年に発生した寝屋川市中1男女殺害事件の被告人に死刑判決[a 390]。
  - 日本相撲協会は、相次ぐ暴行問題を受けて両国国技館で理事会を開催。暴力再発防止策を協議し「暴力禁止規定」ならびに「力士の暴力に対する処分基準」を策定、理事会はこれを承認した。同日午後からは十両以上の関取を対象に「付け人に関する特別研修会」も実施した[a 391]。
  - 東京地方裁判所、東京地方検察庁特別捜査部によるカルロス・ゴーン前日産自動車CEO、およびグレゴリー・ケリー前代表取締役の拘留延長申請を却下し、準抗告についても棄却[a 392]。
- 12月21日
  - 東京地方検察庁特別捜査部、カルロス・ゴーン前日産自動車CEOを、2008年にリーマン・ショックで生じた私的な投資による損失約18億円を日産自動車に付け替えるなどした疑いが強まったとして、会社法の特別背任容疑で再逮捕[a 393]。
  - 岩屋毅防衛大臣は、海上自衛隊の哨戒機が20日午後3時ごろ、能登半島沖の日本の排他的経済水域内で韓国海軍の広開土大王級駆逐艦から火器管制レーダーの照射を受けたと発表した[a 394]。
  - 20日から行われていた将棋の第31期竜王戦七番勝負最終第7局が決着し、挑戦者の広瀬章人八段が勝って竜王奪取、羽生善治竜王が失冠。羽生は約27年間続いていたタイトル保持が途絶え、無冠となった[a 395]。
- 12月23日 - 平成（1989年〜2018年）においては最後の天皇誕生日で、翌年以後は祝日が削除され平日になる[32]。
- 12月25日
  - 東京証券取引所の日経平均株価終値が2万円を下回り、前日比1010円45銭安の1万9155円74銭となり、2017年4月25日以来609日ぶりの安値を記録[a 396]。
  - この日午前、車検証の発行や自動車等の登録・抹消手続きを行う「自動車登録検査情報処理システム」にシステム障害が発生し、運輸局及び陸運支局、自動車検査登録事務所での業務が一時できなくなるトラブルが発生。その後昼過ぎに復旧した。国土交通省で原因を調査している[a 397]。
  - 東京地方裁判所、グレゴリー・ケリー前日産自動車代表取締役の保釈を許可、東京地方検察庁特別捜査部による準抗告を棄却。代理人が保釈補償金7000万円を納付したため、住居を日本国内の特定の場所に制限すること、海外への渡航禁止、日産関係者への接触禁止、取締役会に出席する際は裁判所の許可を得る、等の条件付きで同日夜に保釈される[a 398]。
- 12月26日 - 日本政府は商業捕鯨の再開に向けて、国際捕鯨委員会（IWC）からの脱退を正式に発表。商業捕鯨については2019年7月から再開する方針[a 399]。
- 12月27日 - 大阪拘置所で、1988年1月29日に発生した投資顧問会社「コスモ・リサーチ」社長ら2名殺害事件の犯人として2004年に死刑が確定していた2人の死刑囚に対し死刑を執行[a 400]。
- 12月28日 - 東京株式市場大納会。年間の出来高は3592億4237万株、売買代金は641兆8436億円で11年ぶりの高水準だったが、日経平均株価終値は2万14円77銭で、2年連続の2万円台となるも、前年大納会の平均株価より2750円17銭安くなり、安倍晋三政権の経済政策「アベノミクス」が始まってからは初、7年ぶりの前年割れとなり、年間の下げ幅はリーマン・ショックの2008年以来の水準となった[a 401]。
- 12月30日 - 環太平洋パートナーシップに関する包括的及び先進的な協定（CPTPP、TPP11：2018年3月8日署名[b 17]、日本は2018年7月6日締結[b 18]）が発効[33]。
- 12月31日 - 12月27日に福岡県内の食品メーカーが製造・発送し、北海道で30日に配達予定だったおせち料理1268個が、配送を請け負ったヤマト運輸の温度設定ミスにより各家庭に配達できなくなったことがこの日判明。中継地点で配送トラックの温度設定を「冷凍」とすべき所を「冷蔵」にしたのが原因。メーカーとヤマト運輸はともに謝罪した[a 402]。

## 社会

### 政治
- 本年は、国政選挙が全く実施されなかった。

## 自然科学

### ノーベル賞
ノーベル賞の自然科学分野の一つ、生理学・医学賞を日本人が受賞した（日本人の同賞の受賞は2年ぶり5人目の快挙）。
- 生理学・医学賞 ‐ 本庶佑：免疫チェックポイント阻害因子の発見とがん治療への応用（アメリカの免疫学者 ジェームズ・P・アリソンと共同受賞）[34]

## 天候・天災・観測等
自然災害
- 6月18日：大阪府北部地震 (Mj 6.1) - 大阪府北部を震源とする最大震度6弱の地震。死者6人、負傷者400人以上の被害を出した[24]。
- 6月28日〜7月8日：平成30年7月豪雨（気象庁が命名[b 19]） - 台風7号と梅雨前線の影響などにより西日本を中心として発生した記録的な集中豪雨。死者・行方不明者200人以上、負傷者400人以上の被害を出し、平成最悪の水害となった[a 404][a 405]。
- 9月6日：北海道胆振東部地震 (Mj 6.7) - 北海道胆振地方中東部を震源とする地震で、最大震度7を厚真町で観測。死者・行方不明者40人以上、負傷者600人以上の被害を出し[d 2]、道内全域の約295万戸で停電が発生[a 406]。気象庁は「平成30年北海道胆振東部地震」と命名した[b 20]。

観測
- 9月26日 - 甲府地方気象台が富士山の初冠雪を観測した。9月の冠雪は2012年以来6年ぶりとなる[a 407]。
- 11月14日 - 北海道で初雪を観測した。1888年の統計開始以来史上2番目に遅い初雪となった[a 408][a 409]。
- 11月20日 - 札幌管区気象台は、札幌市で初雪を観測。なお札幌における11月20日での初雪は、平年より23日遅く、昨年より28日遅い観測で、統計開始以来としては1890年（明治23年）と並んで最も遅い初雪の観測となる[a 410]。

## 文化と芸術

### 流行

#### 流行語
ユーキャン新語・流行語大賞
以下に本年の受賞語を列記する。なお、肩書きや役職などは受賞当時のものである。
- 年間大賞
  - そだねー（ロコ・ソラーレ〈平昌オリンピックカーリング女子日本代表〉）

- トップテン入賞
  - eスポーツ（一般社団法人日本eスポーツ連合）
  - (大迫) 半端ないって（受賞者辞退）
  - おっさんずラブ（テレビ朝日ドラマ制作部「おっさんずラブ」チーム）
  - ご飯論法（上西充子〈法政大学キャリアデザイン学部教授〉、紙屋高雪〈ブロガー・漫画評論家〉、論点を平然とすり替える答弁を指して発案された表現）
  - 災害級の暑さ（気象庁）
  - スーパーボランティア（受賞者辞退）
  - 奈良判定（受賞者なし）
  - ボーっと生きてんじゃねーよ!（NHK番組「チコちゃんに叱られる!」チコちゃん）
  - #MeToo（私も#MeTooと声を上げた全ての人）

### 音楽
- 米津玄師の『Lemon』が2月12日に配信リリース。年内にミュージック・ビデオのYouTube再生数が2億回を超え[b 21]、さらに音楽配信でも200万ダウンロードを超えるヒットとなった[a 411]。
- 安室奈美恵が9月16日をもって芸能界を引退した[a 412]。
- 2017年12月20日 - 『瞬き』（back number）
- 2月21日 - 『さよならエレジー』（菅田将暉）
- 2月28日 - 『サザンカ』（SEKAI NO OWARI）
- 3月7日 - 『ガラスを割れ!』（欅坂46）
- 4月11日 - 『ノーダウト』（Official髭男dism）
- 4月25日 - 『シンクロニシティ』（乃木坂46）第60回日本レコード大賞大賞受賞曲。
- 5月23日 - 『シンデレラガール』（King & Prince）
- 5月30日 - 『Teacher Teacher』（AKB48）
- 6月6日 - 『U.S.A.』（DA PUMP）。第60回日本レコード大賞優秀作品賞。
- 6月27日 - 『初恋』（宇多田ヒカル）
- 8月1日 - 『青と夏』（Mrs. GREEN APPLE）
- 8月8日 - 『マリーゴールド』（あいみょん）。国内アーティストの楽曲で初めてストリーミング1億回再生を達成した。
- 8月15日 - 『パプリカ』（Foorin）。第61回日本レコード大賞大賞受賞曲。
- 8月20日 - 『アイデア』（星野源）。NHK連続テレビ小説『半分、青い。』主題歌。
- 8月22日 - 『アイノカタチ』（MISIA feat. HIDE（GReeeeN））
- 10月3日 - 『重力と呼吸』（Mr.Children）
- 10月31日 - 『Flamingo』（米津玄師）
- 12月3日 - 『POP VIRUS』（星野源）。第11回「CDショップ大賞」大賞 <赤>。

### 映画
邦画
アニメーション映画については後節「#アニメ」を参照。
- 6月8日 - 万引き家族（監督：是枝裕和）
- 6月23日 - カメラを止めるな!（監督：上田慎一郎）。K's cinemaなど都内の2館で単独公開を開始したがSNSなどの口コミで話題となり、8月以降、全国累計300館以上に上映拡大となった[36][37][38]。
- 7月27日 - 劇場版 コード・ブルー -ドクターヘリ緊急救命-（監督：西浦正記）。興行収入は本年度の映画興収ランキング第2位（邦画のみでは第1位）となる93億円を記録している[39][a 413][e 10][e 11]。

洋画
- 2月16日 - グレイテスト・ショーマン（製作国：アメリカ、監督：マイケル・グレイシー）
- 3月16日 - リメンバー・ミー（製作国：アメリカ、監督：リー・アンクリッチ）
- 4月27日 - アベンジャーズ/インフィニティ・ウォー（製作国：アメリカ、監督：アンソニー・ルッソおよびジョー・ルッソ）
- 7月13日 - ジュラシック・ワールド/炎の王国（製作国：アメリカ、監督：J・A・バヨナ）
- 8月3日 - ミッション:インポッシブル/フォールアウト（製作国：アメリカ、監督：クリストファー・マッカリー）
- 11月9日 - ボヘミアン・ラプソディ（製作国：イギリス・アメリカ、監督：ブライアン・シンガー）。興行収入は本年度の映画興収ランキング第1位となる100億円以上を記録している[a 413][e 10][e 11]。

### テレビ

#### お笑い
コンテスト番組の優勝者
上方漫才大賞
- ダイアン（吉本興業）

NHK上方漫才コンテスト
- アインシュタイン（吉本興業）

ABCお笑いグランプリ
- ファイヤーサンダー（ワタナベエンターテインメント）

M-1グランプリ（テレビ朝日系）
- 霜降り明星（吉本興業）

R-1ぐらんぷり（フジテレビ系）
- 濱田祐太郎（吉本興業）

キングオブコント（TBS系）
- ハナコ（ワタナベエンターテインメント）

女芸人No.1決定戦 THE W（日本テレビ系）
- 阿佐ヶ谷姉妹（ASH&Dコーポレーション）

### アニメ
アニメーション映画
- 2月24日 - さよならの朝に約束の花をかざろう（監督：岡田麿里）
- 3月3日 - ドラえもん のび太の宝島（監督：今井一暁）。興行収入はアニメ第2期シリーズとしては最高となる50億円以上を記録。
- 4月13日 - 名探偵コナン ゼロの執行人（監督：立川譲、脚本：櫻井武晴）。興行収入は6作連続でシリーズ最高興収を更新し、91.8億円を記録している[a 414][a 415][b 22]（前作より20億円以上上乗せ、本年度の映画興収ランキング第3位[a 413][e 10][e 11]）。
- 4月13日 - クレヨンしんちゃん 爆盛!カンフーボーイズ〜拉麺大乱〜（監督：髙橋渉）。初代野原しんのすけ役である矢島晶子の最後の映画作品。
- 7月13日 - 劇場版ポケットモンスター みんなの物語（監督：矢嶋哲生）
- 7月20日 - 未来のミライ（監督：細田守）
- 8月17日 - ペンギン・ハイウェイ（監督：石田祐康）
- 9月1日 - 君の膵臓をたべたい（監督：牛嶋新一郎）
- 9月7日/28日 - フリクリ オルタナ/プログレ（総監督：本広克行、制作：Production I.G）
- 10月27日 - 映画 HUGっと!プリキュア♡ふたりはプリキュア オールスターズメモリーズ（監督：宮本浩史）。プリキュアシリーズ15周年記念作品。
- 12月14日 - ドラゴンボール超 ブロリー（監督：長峯達也）。『ドラゴンボール』シリーズの劇場版第20弾記念作品。
- 12月14日 - 映画 妖怪ウォッチ FOREVER FRIENDS（監督：高橋滋春）

テレビアニメ

## スポーツ

### 各競技

#### モータースポーツ
- 6月16日・17日 - フランス・サルト・サーキットで行われた『第86回ル・マン24時間耐久レース』で、トヨタがLMP1クラスでハイブリッド技術を用いたマシン「トヨタ・TS050 HYBRID」8号車が日本勢として1991年のマツダ・787B以来27年ぶりの優勝。さらに同車には中嶋一貴を擁していたため、ル・マン史上初となる日本人選手を擁した日本車が優勝という快挙を成し遂げた。また小林可夢偉を擁した同7号車も2位に入賞した[a 416]。
  - 全日本スーパーフォーミュラ選手権 - 山本尚貴
  - 全日本F3選手権 - 坪井翔
  - SUPER GT
    - GT500 - 山本尚貴、ジェンソン・バトン
    - GT300 - 黒澤治樹、蒲生尚弥

## 誕生
- 5月31日 - 村方乃々佳、童謡歌手